# 혜성
{{Multiple image |perrow=2 |total_width=350
```
|image1=Deep Impact HRI.jpeg |alt1=템펠 혜성과 딥 임팩트의 충돌기가 부딪히는 모습.
|image2=67P Churyumov-Gerasimenko - Rosetta (32755885495).png |alt2=로제타가 촬영한 추류모프-게라시멘코 혜성.
|image3=17pHolmes 071104 eder vga.jpg |alt3=홈스 혜성의 파란색 이온 꼬리.
|image4=Comet Wild2.jpg |alt4=스타더스트 탐사선이 촬영한 빌트 2 혜성.
|image5=Comet-Hale-Bopp-29-03-1997 hires adj.jpg |alt5=1997년의 헤일-밥 혜성.
|image6=Iss030e015472 Edit.jpg |alt6=지구 궤도에서 촬영한 러브조이 혜성.
|footer=혜성 – 
핵
, 
코마
, 
꼬리
```

- 위: 템펠 1 혜성 (딥 임팩트), 추류모프-게라시멘코 혜성 (로제타)
- 중간: 홈스 혜성의 파란색 이온 꼬리, 빌트 2 혜성 ([[스타더스트 (우주선)|스타더스트]])
- 아래: 1997년 촬영한 헤일-밥 혜성, 2011년 촬영한 러브조이 혜성

}}
혜성(彗星, 영어: comet, 문화어: 살별, 취성(箒星)), 꼬리별, 살별은 태양에 가까워짐에 따라 기체를 방출하는 태양계 소천체로, 태양풍의 영향을 받아 코마와 꼬리가 생기는 특징이 있다. 혜성의 핵은 작은 얼음, 먼지, 돌가루로 이루어져 있으며, 크기는 수백 미터부터 수십 킬로미터까지 다양하다. 코마의 크기는 지구 지름의 15배를 넘어가기도 하며, 혜성 꼬리의 길이는 1 천문단위 이상으로 늘어지기도 한다. 혜성이 충분히 밝아지면 지구에서 망원경의 도움 없이 관측할 수 있으며, 하늘에서 30° (보름달 60여 개) 크기까지 펼쳐진다. 혜성은 고대 시대부터 계속 관측되어 왔으며, 여러 문화권과 종교에서 관련된 기록을 찾아볼 수 있다.
혜성의 궤도는 보통 이심률이 큰 찌그러진 모양을 하고 있으며, 공전 주기 또한 수 년에서 수천만 년까지 다양하다. 단주기 혜성은 해왕성 궤도 너머 카이퍼대와 산란원반이 기원이며, 장주기 혜성은 가장 가까운 별까지의 절반 정도인 오르트 구름에서 오는 것으로 추정하고 있다. 장주기 혜성은 오르트 구름에서 지나가는 항성의 섭동이나 은하 조석의 영향을 받아 태양계 안쪽으로 들어온다. 쌍곡선 혜성도 태양계 바깥 성간 공간으로 나가기 전 내태양계를 한 번 지나갈 가능성이 있다.
혜성과 소행성의 대표적인 차이는 주변을 덮고 있는 대기의 존재 유무에 있다. 대기는 혜성의 핵을 직접 덮고 있는 부분인 코마와 태양풍에 의해 혜성 뒤 직선 모양으로 뻗은 꼬리로 나뉜다. 하지만 태양을 여러 번 지나쳐 휘발성 물질을 다 잃은 사혜성은 소행성과 매우 비슷하게 생겼을 것으로 추정하고 있다. 현재 소행성은 목성 궤도 안쪽 내태양계에서 주로 형성된 반면, 혜성은 외태양계에서 형성되어, 형성 지역 자체가 아에 다른 별개의 천체로 보고 있으나, 소행성대 혜성과 센타우루스군의 발견으로 인해 소행성과 혜성 사이의 구별이 매우 모호해진 상태이다. 21세기 초 맹크스 혜성이라고 부르는, 내태양계 소행성처럼 생겼지만 궤도는 장주기 혜성의 궤도와 같은 천체가 발견되었다. 맹크스 혜성은 아직까지 혜성으로 분류하고 있으며, 2017년까지 총합 27개가 발견되었다.
2021년 11월 기준 발견된 혜성은 모두 4584개가 있다. 하지만 이 숫자는 혜성의 극히 일부에 불과하다고 여겨지며, 오르트 구름에 있을 것으로 추정하는 혜성의 수만 1조 개에 달한다. 평균적으로 1년에 혜성 한 개 정도를 육안으로 볼 수 있지만, 이 중 다수는 어두워 관측하기 쉽지 않다. 특별히 밝은 혜성은 대혜성이라고 부른다. 여러 무인 탐사선이 혜성을 탐사하였는데, 이 중 대표적으로 혜성에 충돌한 딥 임팩트와, 처음으로 혜성에 착륙한 로제타 탐사선이 있다.

## 어원

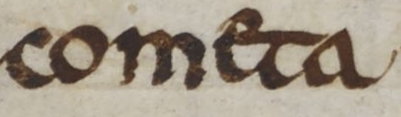
729년 앵글로색슨 연대기에는 이미 '혜성'이라는 단어가 등장하였다.

혜성(彗星)에 쓰는 혜(彗)에는 그 자체로 혜성이라는 뜻이 있으나, 비라는 뜻도 있는데, 아마 비와 혜성 꼬리가 유사하게 생긴 점을 들어 혜성을 가리키는 한자로 쓰이게 된 것으로 보고 있다. 문화어 이름인 취성(箒星)의 취(箒)도 같은 원리이다.
순우리말 이름인 살별은 화살과 닮았다는 뜻에서 유래하였으며, 비슷하게 꼬리가 달렸다는 뜻에서 꼬리별이나 길을 쓰는 모습과 유사하다고 하여 길쓸별이라고 부른다.
라틴어에서는 혜성을 comēta 코메타[*] 또는 comētēs 코메테스[*]라고 불렀는데, 이는 긴 머리라는 뜻의 그리스어 κομήτης 코메테스[*]를 라틴 문자로 표기한 것이다. 그리스어 단어는 κόμη 코메[*]→머리털라는 단어에서 유래하였는데, 이 단어는 혜성의 꼬리를 표현하는 데 사용했다. 영어 단어 comet 코멧[*]은 고대 영어 cometa 코메타[*]에서 유래했는데, 이는 라틴어에서 유래하였다.
혜성의 천문 기호는 U+2604 ☄ comet로, 작은 원에 선 3개가 그려진 형태이다.

## 물리적 성질

혜성의 물리적 성질을 보여주는 그림.
a) 핵, b) 코마, c) 기체/이온 꼬리, d) 먼지 꼬리, e) 수소운, f) 궤도 공전 방향, g) 태양 방향.

### 핵

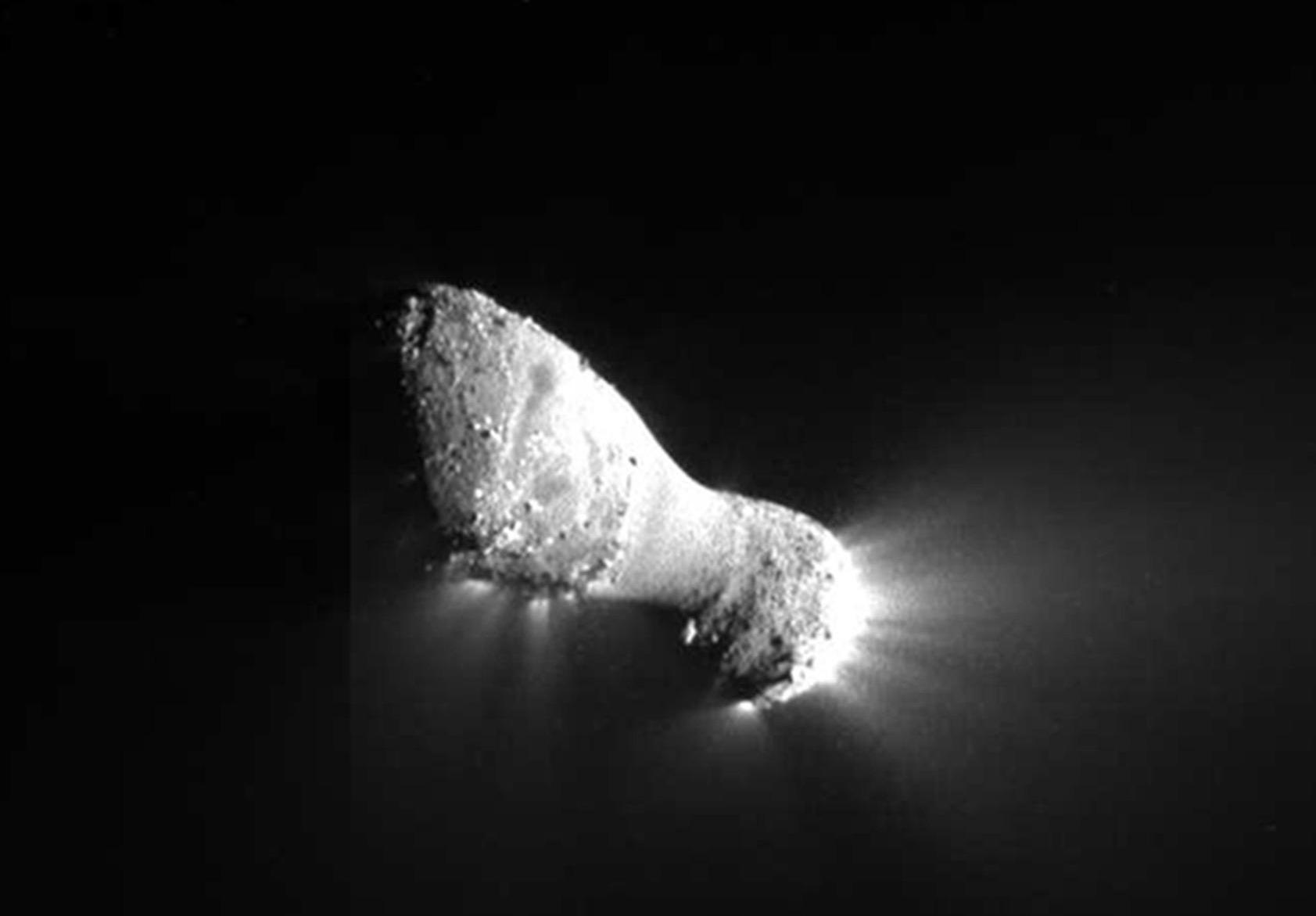
하틀리 2 혜성의 핵을 촬영한 모습. 이 핵의 크기는 약 2 km이다.

혜성 중심부의 고체 부분을 핵이라고 부르며, 암석, 먼지, 얼음, 고체 이산화 탄소, 일산화 탄소, 메테인, 암모니아로 이루어져 있어, '더러운 눈덩이'라는 별칭으로 불리기도 한다. 2005년 7월 딥 임팩트가 템펠 1 혜성을 관측한 이후로, 먼지 비율이 높은 혜성은 농담을 섞어 '눈 섞인 흙덩이'라고 부르며, 2014년 진행한 연구에서는 표면은 유기물과 얼음 결정이 고밀도로 뭉쳐 있는 데 반해, 핵 내부의 얼음 밀도는 낮다는 점에서 혜성을 '아이스크림 튀김'이라고 불러야 한다는 의견을 내놓았다.
핵의 표면은 보통 먼지나 돌로 덮여 있으며 수분은 거의 없고, 얼음은 수 미터 두께의 표면 지각 밑에 감춰져 있다. 핵에는 메탄올, 사이안화 수소, 폼알데하이드, 에탄올, 에테인 등 여러 유기물이 포함되어 있으며 탄화수소나 아미노산 등 더 복잡한 분자가 존재할 가능성도 있다. 2009년에는 스타더스트가 채취한 표본에서 아미노산의 일종인 글리세롤이 발견되었으며, 2011년 8월에 출판된 운석 연구 보고서에서는 소행성이나 혜성에서 아데닌, 구아닌 등 DNA와 RNA의 구성 물질이 형성되었을 가능성이 있다고 적었다.

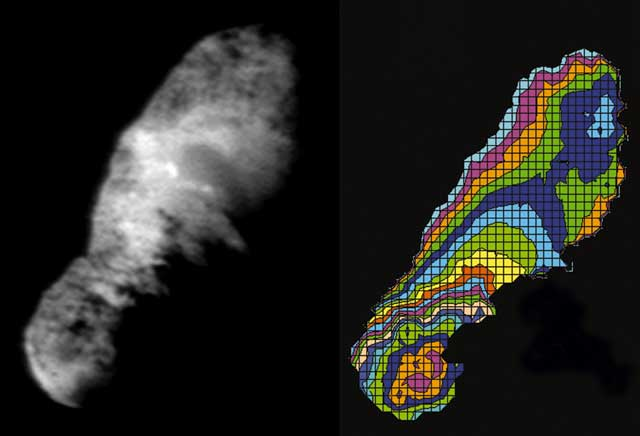
보렐리 혜성의 표면에는 얼음이 없으나, 제트는 방출한다.

핵 표면의 반사율은 매우 낮아, 태양계 천체 중에서도 반사율이 제일 낮은 편이다. 지오토 탐사선은 핼리 혜성의 핵이 빛을 4%만 반사하며, 딥 스페이스 1호는 보렐리 혜성의 핵이 빛을 3% 미만밖에 반사하지 않는다는 사실을 발견했다. 참고로, 아스팔트의 반사율은 7%가량이다. 태양이 핵을 가열하며 가벼운 휘발성 화합물이 날아가 타르나 원유와 유사한, 어두운 유기물이 남게 된다. 핵의 표면이 어둡기 때문에 열을 잘 흡수하여 기체 방출이 더 쉽게 일어난다.
핵의 크기는 30 km에 달하지만, 정확히 크기를 재는 것은 쉽지 않다. 또한, 장비의 성능이 발전하고 있지만 크기가 작은 혜성은 거의 발견되지 않는다는 점에서, 지름 100 m 이하인 혜성이 실제로 거의 존재하지 않는 것일 가능성이 제기되고 있다. 현재 발견된 혜성의 평균 밀도는 0.6 g/cm3 (0.022 lb/cu in) 정도로 보며, 질량이 매우 작기 때문에 구형으로 붕괴하지 않고 불규칙한 모양을 유지하고 있다.

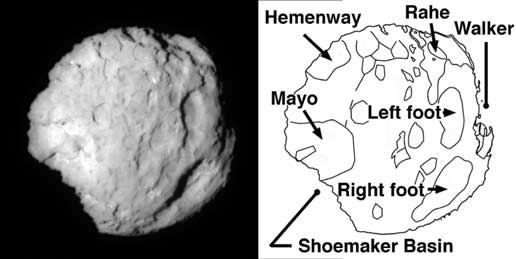
빌트 2 혜성은 명부와 암부 모두에서 제트를 방출하지만, 표면은 안정적으로 얼음 없이 메말라 있다.

14827 히프노스나 3552 돈키호테를 포함해 근지구 소행성의 6%가량이 더 이상 기체를 방출하지 않는 사혜성인 것으로 추정하고 있다.
로제타와 필레 탐사선은 추류모프-게라시멘코 혜성에서 자기장을 발견하지 못했는데, 이를 통해 미행성 형성 당시에는 자기장이 큰 영향을 주지 않은 것으로 추정할 수 있다. 또한, 로제타 탐사선의 ALICE 장비는 혜성에서 방출된 물과 이산화 탄소 분자가 분해되는 원인이 기존 이론처럼 광자가 아닌, 물 분자가 광이온화되며 생겨난 전자에 의한 것임을 밝혀냈다. 필레 탐사선은 혜성 표면에서 유기물 16종을 감지했는데, 이 중 아세트아마이드, 아세톤, 아이소사이안화 메틸, 프로피온알데하이드는 혜성 표면에서 최초로 발견된 것이었다.
| 이름                     | 크기 (km)       | 밀도 (g/cm3) | 질량 (kg) | 주석          |
| ------------------------ | --------------- | ------------ | --------- | ------------- |
| 핼리 혜성                | 15 × 8 × 8      | 0.6          | 3×1014    | [ 44 ] [ 45 ] |
| 템펠 1 혜성              | 7.6 × 4.9       | 0.62         | 7.9×1013  | [ 33 ] [ 46 ] |
| 보렐리 혜성              | 8 × 4 × 4       | 0.3          | 2.0×1013  | [ 33 ]        |
| 빌트 2 혜성              | 5.5 × 4.0 × 3.3 | 0.6          | 2.3×1013  | [ 33 ] [ 47 ] |
| 추류모프-게라시멘코 혜성 | 4.1 × 3.3 × 1.8 | 0.47         | 1.0×1013  | [ 48 ] [ 49 ] |

### 코마

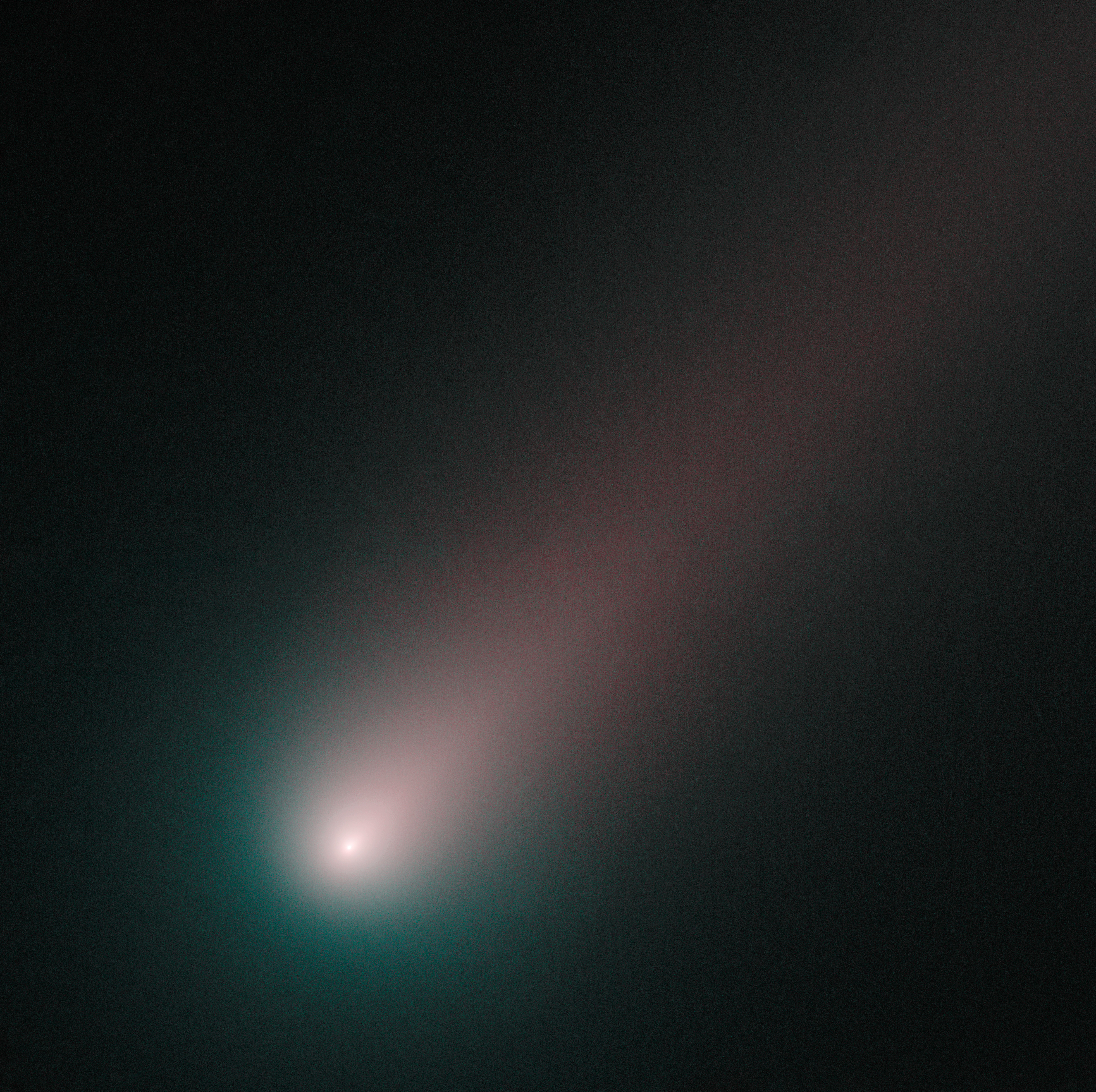
아이손 혜성이 근일점에 도달하기 직전 허블 우주망원경이 촬영한 사진.

혜성 주변에 기체와 먼지로 이루어진 매우 옅은 대기를 코마라고 부르며, 이 코마가 태양풍의 복사압을 받아 태양 반대 방향으로 흘러나가며 긴 꼬리를 형성한다.
코마의 주요 구성성분은 물 분자와 먼지로, 혜성이 3 ~ 4 AU 거리에 들어왔을 때부터는 물이 증발하는 물질의 90% 이상을 차지한다.  H2O 분자는 광분해와 광이온화 과정을 거치며 분해되고, 큰 먼지 입자는 혜성의 궤도 상에 그대로 남게 되며, 작은 먼지 입자는 광복사압을 받아 꼬리로 들어간다.
혜성의 핵 크기 자체는 60 km를 넘지 않지만, 코마의 크기는 수백만 킬로미터 이상으로 커질 수 있으며, 간혹 태양보다 커진다. 대표적으로 홈스 혜성은 2007년 10월 대규모 물질 방출이 일어난 후 약 1개월 간 태양보다 코마가 컸으며, 1811년의 대혜성의 코마 크기도 대략 태양과 비슷하였다. 코마의 크기는 화성 궤도상인 1.5 AU 지점을 통과하면 태양풍의 강도가 강해져 감소하며, 대신 꼬리의 크기가 더욱 커진다. 이온 꼬리의 길이는 1 AU 이상 늘어나기도 한다.
코마와 꼬리 모두 태양빛을 반사해 빛나며, 기체는 태양풍에 의한 이온화로 직접 빛을 낸다. 혜성이 내태양계로 진입하면 코마와 꼬리 모두 관측할 수 있는데 대부분은 망원경 없이는 볼 수 없을 정도로 어둡지만 간혹 육안으로 볼 수 있는 혜성이 나타나는 경우도 있다. 가끔 혜성에서 기체와 먼지가 대규모로 방출되며 잠시 동안 밝아지는데, 대표적으로 2007년 홈스 혜성의 사례가 있다.

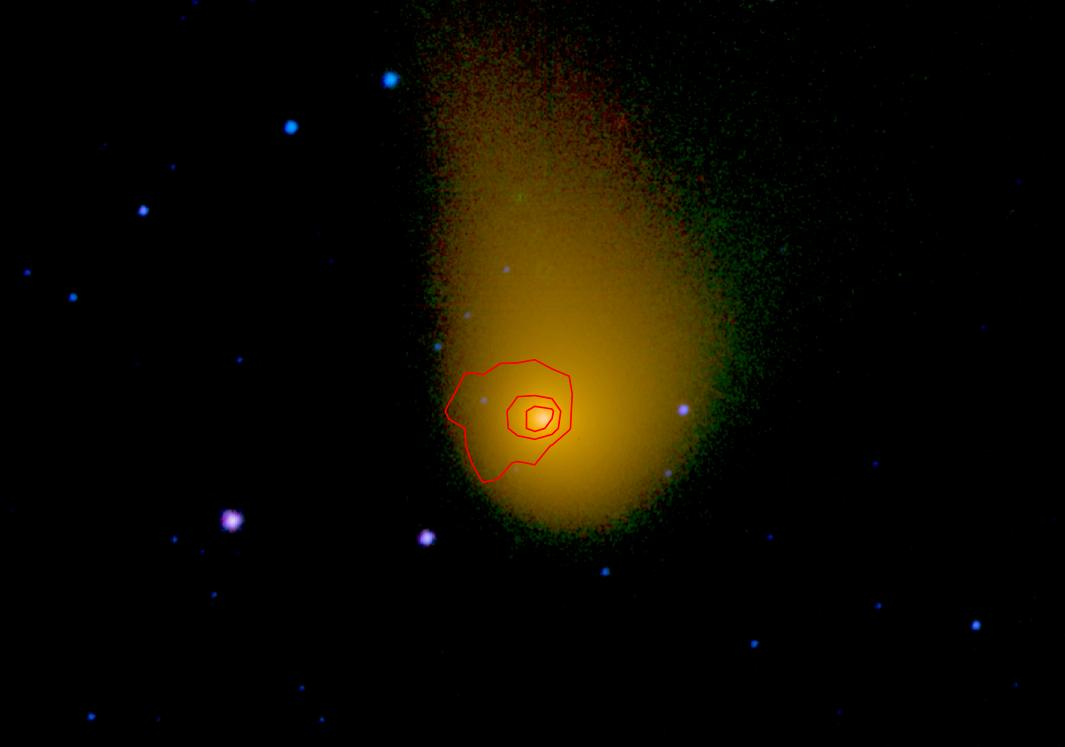
C/2006 W3 혜성이 탄소 기체를 방출하는 모습을 적외선으로 촬영한 사진

1996년 혜성에서 엑스선이 방출된다는 사실이 알려졌는데, 엑스선은 고온의 물체에서만 방출된다는 점에서 천문학계에 상당한 충격으로 다가왔다. 엑스선은 태양풍에 포함된 고전하 이온이 코마를 통과하는 과정에서 코마의 분자와 충돌하여, 전자가 일시적으로 들뜬상태가 되었다가 다시 바닥상태로 돌아가는 과정에서 방출된다.

### 활모양충격파
활모양충격파는 태양풍과 혜성 코마 내 이온이 형성한 전리층 간의 상호작용으로 발생한다. 혜성이 태양에 가까워지면 핵에서 방출되는 기체가 많아짐에 따라 코마도 커지는데, 태양풍이 이 코마를 통과하는 과정에서 활모양충격파가 생겨난다.
1980년대와 1990년대 여러 탐사선이 자코비니-지너 혜성, 핼리 혜성, 그리그-스켈러럽 혜성을 통과하며 초기 관측이 이루어졌으며, 이 때 혜성의 활모양충격파는 행성에서 나타나는 충격파보다 더 넓고 부드러운 모양으로 형성된다는 것이 밝혀졌다. 이 때까지 혜성의 활모양충격파는 전부 근일점 근처에서 충격파가 완전히 형성된 상태에서 관측이 이루어졌다.
로제타 탐사선은 추류모프-게라시멘코 혜성에서 기체 방출량이 증가하며 활모양충격파가 형성되기 시작할 때를 관측하였는데, 이 시기 충격파는 비대칭했으며, 완전히 발달한 충격파보다 더 넓었다.

### 꼬리

혜성이 태양을 도는 동안 꼬리가 향하는 방향

외태양계에서 혜성은 얼어붙어 비활동 상태로 존재하며, 크기가 작기 때문에 지구에서 관측하기 매우 어렵다. 허블 우주망원경을 이용해 카이퍼대에서 비활동 혜성 핵을 찾아냈다는 연구 결과는 존재하지만 확실한지에 대한 의문이 지속적으로 제기되고 있다. 혜성이 내태양계로 접근하면 태양풍으로 인해 혜성에 있는 휘발성 물질이 증발하고, 이 과정에서 먼지가 같이 딸려 나가게 된다.
먼지와 기체는 각각 꼬리를 형성하며 서로 다른 방향을 향한다. 2형 꼬리라고도 부르는 먼지 꼬리는 혜성이 지나간 궤도에 먼지가 그대로 남는 방식으로 형성되어, 굽은 모양이 된다. 반면 기체로 인해 형성되는, 1형 꼬리라고도 부르는 이온 꼬리는 태양풍의 영향을 더 크게 받아 항상 태양 반대 방향을 향하는 직선 모양을 띈다. 이온 꼬리는 궤도가 아닌, 태양에서 뻗어나오는 자기력선의 방향대로 형성된다. 간혹 지구가 혜성의 궤도면을 지날 때 반꼬리라고 부르는 반대 방향을 향한 꼬리가 보이는 경우도 있다.

태양풍에 의해 먼지 꼬리, 기체 꼬리, 반꼬리가 형성된 모습

태양풍의 발견에는 반꼬리 관측이 크게 기여하였다. 이온 꼬리는 코마 내 입자가 태양에서 오는 자외선으로 인해 이온화되어 발생하는데 이로 인해 혜성 주변에는 유도 자기권이 생기게 된다. 혜성과 혜성 주변의 유도 자기권은 태양계 바깥으로 나가는 태양풍 입자를 방해하게 되는데, 혜성과 태양풍 입자 간의 상대 속도는 초음속이기 때문에, 혜성 앞쪽에 태양풍에 대한 활모양충격파가 생기게 된다. 활모양충격파 내부에 존재하는 혜성발 이온 입자는 한 곳으로 모인 다음 태양에서 나오는 자기력선을 따라가는데, 이에 따라 혜성 바깥으로 새는 이온 입자가 이온 꼬리를 만들게 된다.
만약 이온 꼬리 내의 이온 양이 충분하면, 자기력선은 서로 압축되어 이온 꼬리 내에서 자기 재결합이 일어나는데, 이 때 '꼬리가 끊어지는 현상'이 일어난다. 꼬리가 끊어지는 모습은 여러 번 관측되었는데 이 중 가장 유명한 사건은 2007년 4월 20일 엥케 혜성의 꼬리가 코로나 질량 방출을 통과하며 완전히 끊어지는 모습이 STEREO에 찍힌 사건이었다.
2013년 유럽 우주국의 연구자들은 금성의 전리층이 벗겨져 나가는 현상이 혜성의 이온 꼬리가 혜성에서 뻗어나가는 것과 같은 현상이라는 사실을 밝혀냈다고 발표하였다.

### 제트

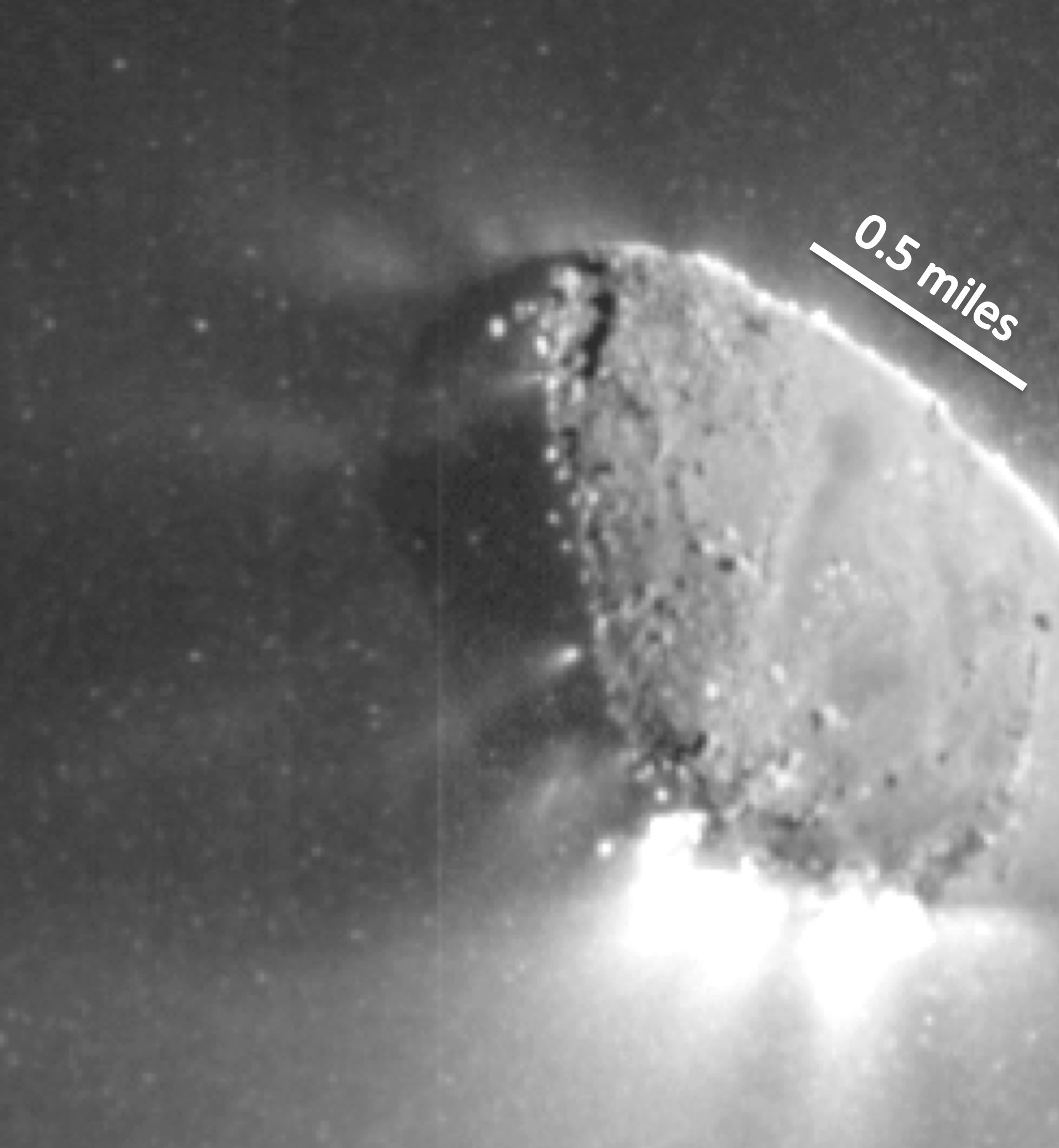
하틀리 2 혜성의 기체 및 얼음 제트

혜성 표면이 불균일하게 가열되면 표면의 약한 부분에서 새로 발생한 기체가 간헐천과 유사한 형태로 솟아난다. 기체와 먼지의 방출이 발생하면 핵이 돌게 되고, 심해지면 핵이 쪼개진다. 2010년에는 드라이아이스(고체 이산화탄소)가 제트의 동력으로 작용하기도 한다는 사실이 밝혀졌다. 하틀리 2 혜성을 적외선으로 촬영한 사진에서는 제트가 먼지 입자를 코마로 운반하는 모습이 찍힌 적도 있었다.

## 궤도 성질
대부분 혜성은 태양계 소천체로서, 잠시 동안 태양에 접근했다가 나머지 기간을 태양계 바깥쪽에서 보내는 찌그러진 타원 궤도를 돈다. 혜성은 흔히 공전 주기에 따라 나눈다.

### 단주기 혜성
흔히 단주기 혜성이라고 부르는 주기 혜성은 공전 주기가 200년 이하인 혜성을 가리키며, 다른 행성과 비슷하게 황도면에 가까운 궤도를 돈다. 단주기 혜성의 원일점은 외행성의 궤도가 있는 지역에 있다. 대표적으로, 핼리 혜성의 원일점은 해왕성 궤도 약간 바깥쪽에 위치한다. 혜성의 원일점이 같은 행성의 궤도 근방이면 해당 행성이 장주기 혜성에 섭동을 가한 것으로 보아, 해당 혜성을 묶어 '족'이라고 부른다.
극단적인 예시로, 엥케 혜성의 원일점은 목성 궤도에조차 닿지 않는데, 엥케 혜성과 비슷한 혜성을 묶어 엥케형 혜성(Encke-type comet)이라고 부른다. 공전 주기가 20년 이하이고 궤도 이심률이 30° 이하이면 목성족 혜성(Jupiter-family comets)으로 칭하며, 핼리 혜성처럼 공전 주기가 20년~200년, 궤도 이심률이 0°~90° 사이이면 핼리형 혜성(Halley-type comets)이라고 부른다. 2022년 기준, 발견된 핼리형 혜성은 94개, 목성족 혜성은 744개가 있다.
최근에는 소행성대 근방에서 원 궤도를 도는 소행성대 혜성도 발견되었다.
단주기 혜성의 궤도가 거대 기체 행성 근처이기 때문에 섭동이 추가로 일어날 가능성 또한 존재한다. 단주기 혜성은 원일점이 기체 행성의 궤도 긴반지름과 점차 같아지는 경향을 보이며, 이 중 목성이 다른 행성을 전부 합친 수치의 2배를 차지할 정도로 섭동을 많이 발생시킨다. 혜성의 궤도가 짧아져 단주기 혜성으로 변하는 이유가 바로 이 중력적 섭동으로 인한 것이라고 추정하고 있다.
단주기 혜성의 기원은 궤도 모양으로 보아 센타우루스군이나 해왕성 너머 카이퍼대-산란원반에 있는 천체로 추정하고 있으며, 이와 달리 장주기 혜성의 기원은 더 멀리서 태양계를 구형으로 감싸는 오르트 구름으로 보고 있다. 간혹 외행성의 중력(단주기 혜성)이나 주변 별의 중력(장주기 혜성)으로 인해 카이퍼대나 오르트 구름에 있는 천체가 내태양계로 진입해, 혜성으로 관측되는 것이며, 다시 나타나는 시점을 예측할 수 있는 주기 혜성과 달리, 새 혜성은 일정한 규칙을 따라 나타나지 않는다. 혜성이 태양 근처로 접근하면 혜성에서 물질이 방출되는데, 여기서 방출되는 양이 많을수록 혜성의 수명이 짧아진다.

### 장주기 혜성

코후테크 혜성(빨강)과 지구(파랑)의 궤도로, 궤도 이심률에 따라 태양에 근접했을 때의 속도 차이를 보여준다.

장주기 혜성의 궤도는 이심률이 매우 큰 궤도를 돌며, 공전 주기는 200년 이상으로 정의하나 수백만 년에 달하기도 한다. 궤도 이심률이 1이 넘는다고 혜성이 반드시 태양계를 떠나는 것은 아닌데, 예를 들어 맥노트 혜성은 근일점 기준 궤도 이심률이 1.000019에 달했으나 태양에서 멀어지며 이심률이 감소해, 공전 주기 92,600년 궤도에 진입하였다. 장주기 혜성의 궤도는 행성의 궤도를 모두 벗어난 후 태양계의 질량중심에 대한 접촉 궤도를 계산하는 방식으로 정하며, 정의상 태양계를 벗어나는 혜성은 '공전 주기'가 없기 때문에, 장주기 혜성에 속하지 않는다. 장주기 혜성의 원일점은 외행성보다 더 바깥에 위치하며, 궤도면과 황도면이 일치하지 않는 경우가 많다. C/1999 F1 등 일부 장주기 혜성은 원일점이 70,000 AU에 달해, 공전 주기가 600만 년에 달한다.
주기가 없는 혜성의 궤도는 근일점 근처에서 포물선이나 쌍곡선 모양이기 때문에 장주기 혜성의 궤도와 비슷한 모양을 띈다. 또한 행성의 섭동으로 인해 궤도가 변해, 태양계를 아에 벗어날 수도 있다. 태양의 힐 권 경계는 230,000 AU (1.1 pc; 3.6 ly) 지점에 위치하고 있지만 경계 자체는 중력적으로 불안정한 상태이다. 현재까지 근일점 근처에서 궤도 이심률이 1을 넘어, 이체 계산법에 따라 태양계를 탈출할 것이라고 추정하고 있는 혜성은 수백 개가량이 있다.
2022년 기준, 궤도 이심률이 1을 넘는 천체는 1I/오우무아무아와 2I/보리소프 두 개 뿐이며, 이 두 천체는 태양계 바깥에서 온 것으로 보고 있다. 이심률이 1.2였던 오우무아무아는 2017년 10월 내태양계 통과 당시 가시적인 혜성 활동을 보이지는 않았지만, 기체 분출이 원인으로 보이는 궤도 변동을 보여, 혜성에 해당하는 천체로 추정하고 있으며, 이심률이 3.36이었던 보리소프는 코마가 형성되는 모습이 관측되어, 최초의 성간 혜성으로 분류하고 있다. C/1980 E1 혜성은 원래 공전 주기 710만 년인 궤도를 돌고 있었지만, 1982년 근일점 통과를 앞두고 1980년 목성과 만났을 때 궤도 이심률이 1.057로 올라갔으며, 현재까지 태양계 혜성 중 가장 이심률이 큰 천체로 남아 있다. 현재까지 C/1980 E1, C/2000 U5, C/2001 Q4 (NEAT), C/2009 R1, C/1956 R1, C/2007 F1 등 여러 혜성이 다시 태양계로 돌아오지 않는 궤도를 보였다.
일부는 '주기 혜성'이라는 용어를 주기를 가진 모든 혜성, 즉 단주기 혜성과 장주기 혜성을 모두 포괄하는 용어로 사용하는 반면, 한편에서는 단주기 혜성만을 가리키는 용어로 사용한다. 비슷하게, '비주기 혜성'이라는 용어는 통상 내태양계에 한 번만 나타나는 혜성에 사용하지만, 일부에서는 장주기 혜성까지 포함하는 용어로 본다.
혜성 관측 초기에는 궤도가 쌍곡선 형태인 혜성이 여럿 등장했지만 목성과의 섭동으로 인해 확실하게 특정된 경우는 없었다. 태양계 바깥에서 오는 성간 혜성은 태양과의 상대 속도가 주변 항성과의 상대 속도(초당 수십 킬로미터가량)와 비슷하며, 태양계 진입 시 고유 궤도 에너지가 양수가 되어 쌍곡선 초과 속도({\displaystyle v_{\infty }\!})가 양수가 된다. 목성 궤도 안쪽으로 진입한 쌍곡선 혜성의 수가 지난 100년 간 4개 정도라는 계산 결과가 존재한다.
| 연도 | 2007 | 2008 | 2009 | 2010 | 2011 | 2012 | 2013 | 2014 | 2015 | 2016 | 2017 | 2018 | 2019 | 2020 |
| ---- | ---- | ---- | ---- | ---- | ---- | ---- | ---- | ---- | ---- | ---- | ---- | ---- | ---- | ---- |
| 숫자 | 12   | 7    | 8    | 4    | 13   | 10   | 16   | 9    | 16   | 5    | 18   | 10   | 15   | 17   |

### 오르트 구름과 힐스 구름

태양계를 감싸는 오르트 구름의 상상도

오르트 구름은 2,000 ~ 5,000 AU (0.03 ~ 0.08 ly) 지점부터 50,000 AU (0.79 ly) 지점까지 넓게 뻗어 있다고 추정하고 있으며, 일부는 오르트 구름이 100,000 ~ 200,000 AU (1.58 ~ 3.16 ly) 지점까지 벋어 있다고 주장한다. 오르트 구름은 태양부터 카이퍼대 최외곽까지 태양계의 모든 천체를 둘러싸고 있다. 오르트 구름에는 태양계의 형성 당시 존재했던 미행성이 남아 있다.
오르트 구름은 안쪽 2,000 ~ 20,000 AU (0.03 ~ 0.32 ly) 지역의, 도넛 모양인 힐스 구름과, 바깥쪽 20,000 ~ 50,000 AU (0.32 ~ 0.79 ly) 지역의, 구형인 외부 오르트 구름으로 나눌 수 있다. 외부 오르트 구름은 태양으로부터 받는 중력적 영향이 매우 약하며, 해왕성 궤도 인근의 핼리형 혜성의 기원이 되는 지역이라고 추정하고 있다. 내부 오르트 구름에 해당하는 힐스 구름에는 외부 오르트 구름보다 혜성의 핵이 수천 배가량 많을 것으로 여겨지고 있으며, 수십억 년 동안 날아온 혜성 수에 비해 외부 오르트 구름에 있는 혜성의 수가 부족하다는 점에서 혜성 대부분의 기원은 힐스 구름일 것으로 보고 있다.

### 외계 혜성
우리은하에 있는 외계 혜성 또한 실제 관측이 이루어졌다. 1987년 젊은 A형 주계열성인 화가자리 베타에서 최초로 외계 혜성이 관측된 이래, 2013년 기준 외계 혜성이 있는 항성계 11곳이 발견되었다. 외계 혜성은 혜성에서 나온 기체가 모항성 근처를 통과할 때 발생하는 흡수 스펙트럼을 이용하여 발견한다. 항성 앞을 통과하는 혜성은 2018년 2월 케플러 우주망원경이 기록한 광도곡선 자료를 분석하는 과정에서 처음 발견되었으며, 2018년 10월 케플러 우주망원경의 퇴역 이후 TESS 위성이 기록한 광도곡선 자료를 통해 화가자리 베타의 앞을 통과하는 혜성을 관측하였으며, 이후 여러 관측 사례를 통해 광도곡선이 대칭을 이루는 외계 행성과 달리 외계 혜성의 광도곡선은 혜성 꼬리로 인해 비대칭형이나 급격한 가감을 보인다는 것이 밝혀졌다.

## 분류

### 대혜성

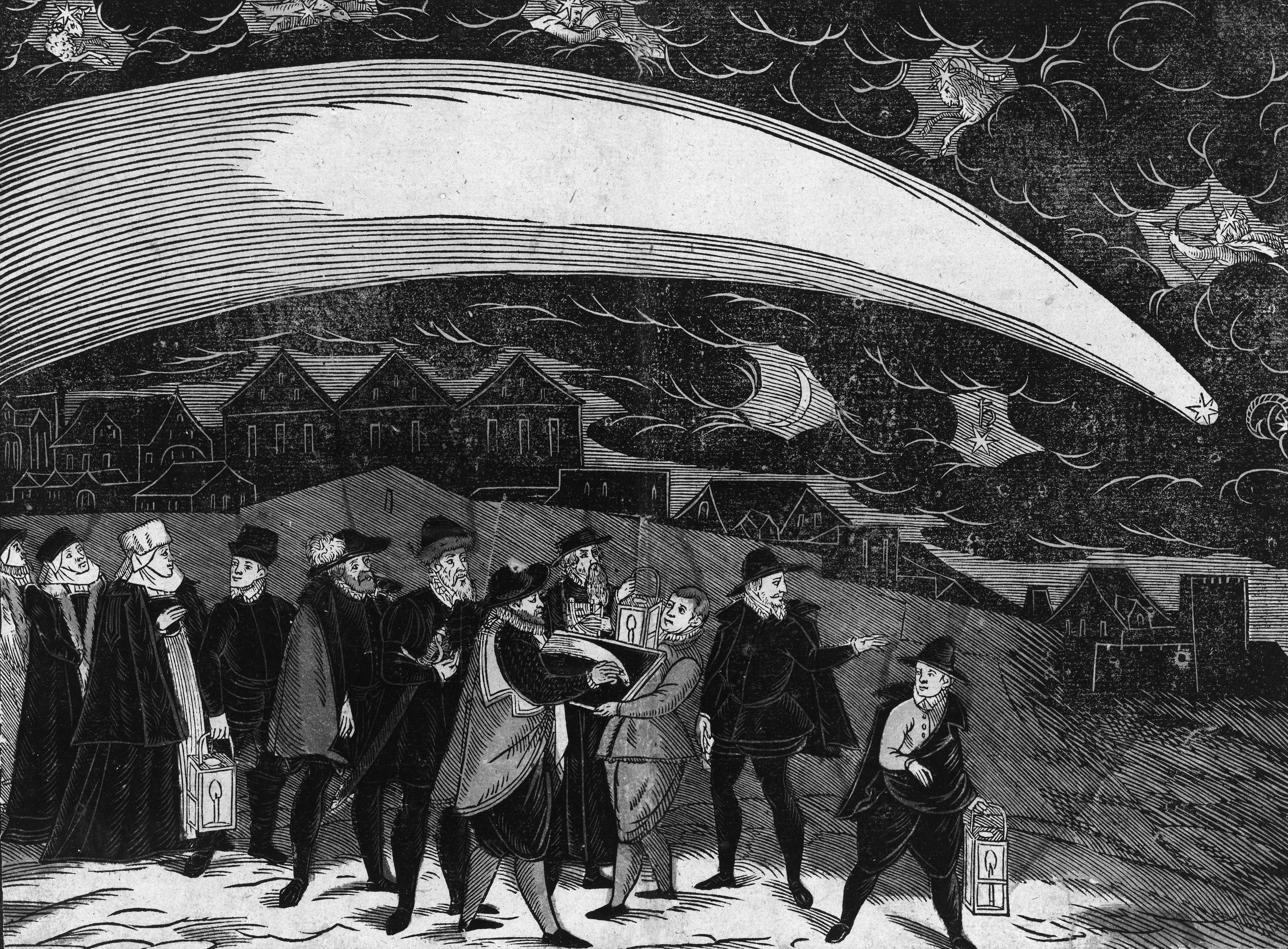
1577년의 대혜성을 새긴 판화

평균적으로 10년에 한 번 가량은 육안으로 볼 수 있을 정도로 밝은 혜성이 찾아오는데, 이러한 혜성에는 보통 대혜성이라는 수식어가 붙는다. 어떠한 혜성이 대혜성이 될지에 대해서는, 혜성의 밝기에는 여러 요소가 복합적으로 작용하기 때문에 예측이 매우 어렵다. 넓게 보았을 때, 혜성의 핵이 크고 활동을 많이 보이고, 태양에 가까이 접근하며, 근일점 통과 시 태양 반대편에 있지 않으면, 대혜성이 될 가능성이 있다. 하지만 1973년 코후테크 혜성은 이 조건을 모두 만족시켜 많은 기대를 불러일으켰으나, 실제 밝기는 어두웠다. 3년 후 나타난 웨스트 혜성은 당초 별로 기대를 받지 못했지만 매우 밝은 혜성으로 자리잡았다.
1577년에 나타난 대혜성은 대혜성의 대표격으로, 튀코 브라헤나 타끼 앗딘 등 여러 천문학자가 관측한 기록도 남아 있다. 특히, 튀코 브라헤는 이 혜성을 관측함으로서 혜성이 지구 대기 바깥에 존재하는 천체라는 사실을 밝혀내 태양중심설이 받아들여지는 배경 중 하나를 제공했다.
20세기 후반에는 전체적으로 대혜성이 나타나지 않다가 끝 무렵에 햐쿠타케 혜성(1996년)과 헤일-밥 혜성(1997년)이 연속해서 나타났다. 21세기 최초의 대혜성은 맥노트 혜성으로, 2007년 1월 육안으로 관측할 수 있었다. 맥노트 혜성은 출현 시점 기준 지난 40년 간 나타난 혜성 중 제일 밝았다.

### 선그레이징 혜성
선그레이징 혜성은 근일점 통과 시 태양에 수백만 킬로미터 정도까지 가깝게 접근하는 혜성을 가리키며, 작은 혜성은 근일점 통과 시 완전히 증발하며, 큰 혜성은 근일점 자체는 통과하지만 태양의 조석력으로 인해 부서지는 경우가 많다.
소호 위성이 관측한 선그레이징 혜성의 90%가량은 커다란 혜성 하나가 내태양계 통과 중 부서져 생긴 크로이츠 혜성군에 속한다. 나머지 10%는 대부분 산발적인 분포를 보이지만 이 중에서도 혜성군 4개(크라흐트군, 크라흐트 2a군, 마스덴군, 메이어군)가 추가로 존재한다. 마스덴군, 크라흐트군, 사분의자리 유성우, 양자리 유성우 모두 맥홀츠 1 혜성과 연관이 있다.

### 특이 혜성
현재까지 발견된 혜성 수천 개 중 일부는 다른 혜성과 확연히 다른 특징을 보인다. 엥케 혜성은 소행성대부터 수성 궤도 바로 안쪽까지를 도는 데 비해 슈바스만-바흐만 3 혜성은 현재 목성과 토성 사이에서 원 궤도를 돌고 있다. 토성과 천왕성 사이에 위치한 2060 키론은 발견 당시 소행성으로 분류받았으나, 이후 옅은 코마가 발견되어 혜성으로도 분류되었다. 비슷한 원리로, 슈메이커-레비 2 혜성도 발견 당시는 소행성으로 간주하여 소행성식 임시 명칭인 1990 UL3을 부여받았다.

### 큰 혜성
가장 큰 주기 혜성은 키론 혜성으로, 지름이 200 km에 달한다. 오르트 구름에서 오는 혜성 중에서는 지름 150 km인 베르나디넬리-베른슈타인 혜성이 가장 크다고 추정하고 있는데, 이 혜성은 2031년 1월에 토성 궤도 바깥인 11 AU 지점에서 근일점을 지난다. 목성 궤도 인근인 4 AU 지점을 지났던 1729년의 혜성의 핵 크기는 약 100 km였던 것으로 보고 있다.

### 센타우루스
센타우루스군 천체는 소행성과 혜성의 특징을 모두 지니고 있다. 60558 에케클러스와 166P/NEAT 등 센타우루스군 천체 중 소행성과 혜성 양 쪽으로 분류된 천체도 있는데 166P/NEAT는 코마가 형성된 기간에 발견되었으나, 60558 에케클러스는 당초 소행성으로 발견되었다가 이후 혜성 활동이 이루어져 혜성 분류를 받은 사례이다. 카시니-하위헌스 탐사 말기에는 센타우루스를 탐사하는 데 탐사선을 활용하는 방안도 제기되었으나 NASA에서 채택하지 않았다.

## 혜성의 최후

### 태양계 바깥으로 방출
이론적으로 혜성이 움직이는 속도가 충분히 빠르면 쌍곡선 궤도에 진입해 태양계를 탈출할 수도 있다. 현재 태양계의 혜성은 목성 등 다른 천체와 상호작용하는 형태로만 방출된다고 알려져 있다. 이 현상의 대표적인 예시는 C/1980 E1 혜성으로, 기존에 공전 주기 710만 년인 궤도를 돌고 있었으나 1980년 목성과 접근한 후 쌍곡선 궤도로 바뀌어 태양계를 탈출하고 있다. 1I/오우무아무아나 2I/보리소프 등 성간 천체는 애초에 태양을 돌고 있지 않았기 때문에, 태양계 탈출에 별도의 상호작용이 필요하지 않다.

### 휘발성 물질 고갈
목성족 혜성과 장주기 혜성은 다른 과정을 통해 사라지는 것으로 추정하고 있다. 목성족 혜성은 보통 1만 년 동안 궤도 1,000번을 도는 정도를 수명으로 보며, 장주기 혜성은 10%만이 궤도를 50번 가량 돌아도 혜성 활동을 유지하며, 2,000번 이상 돌면 1%밖에 남지 않아 목성족 혜성보다 더 수명이 짧다. 최종적으로 혜성의 핵에 남아 있는 휘발성 물질이 모두 증발하여 날아가며, 혜성은 소행성과 비슷하게 작고 어두운 돌덩어리로 전락하게 된다. 이심률이 높은 타원 궤도를 도는 소행성 중 일부는 사혜성으로 추정되며, 근지구 소행성 중 6%가량은 사혜성의 핵으로 여겨지고 있다.

### 분해 및 충돌
혜성이 분해되는 모습이 지금까지 여럿 관찰되었기 때문에 적어도 일부 혜성의 핵은 강도가 약하다는 이론이 받아들여지고 있다. 혜성이 쪼개진 대표적인 사건은 1993년 슈메이커-레비 9 혜성이 발견되었을 때로, 발견 이전인 1992년 7월 목성에 접근하며 이미 분해되었고, 1994년 7월에 6일에 걸쳐 파편이 목성으로 낙하했다. 이는 인류가 태양계 천체 간의 충돌을 목격한 최초의 사건이었다. 1846년 비엘라 혜성이나 1995년~2006년 슈바스만-바흐만 3 혜성도 쪼개지는 모습이 기록으로 남아 있다. 고대 그리스의 역사학자 에포루스의 기록에는 기원전 373년에 혜성이 쪼개지는 현상이 암시되어 있다. 혜성이 분해되는 이유는 열복사, 내부 기체 압력, 충돌 등으로 추정하고 있다.
뇌이민 3 혜성과 반 비스브룩 혜성은 수학적인 계산 결과 두 혜성이 1850년 1월 함께 목성에 가까이 접근한 적이 있으며 그 이전의 궤도는 거의 완벽하게 일치한다는 점에서 한 혜성이 목성과 접근한 이후 둘로 쪼개진 것으로 추정하고 있다.
웨스트 혜성이나 이케야-세키 혜성 등 일부 혜성은 근일점 통과 시 일부 분해되는 것이 관측된 적도 있다. 특히 비엘라 혜성은 1846년 근일점 통과 이후 2조각으로 나뉘었으며, 1852년에 별도의 혜성으로 관측된 이후 다시는 관측이 이루어지지 못했다. 하지만 이후 근일점 통과 예정일이었던 1872년과 1885년 대규모 유성우가 내리는 현상이 관측되었으며 현재도 지구가 비엘라 혜성의 궤도면을 지나는 시점인 11월에 안드로메다자리 유성우가 약하게 계속 내리고 있다.
혜성 중 일부는 아에 태양으로 낙하하거나 다른 천체에 충돌한다. 이러한 현상은 태양계 형성 초기에는 빈번하게 일어났으며, 대표적으로 달에 있는 충돌구 중 일부가 혜성의 충돌로 형성된 것이다. 비교적 최근인 1994년 7월에는 슈메이커-레비 9 혜성이 부서져 목성으로 충돌하는 모습이 관측되었다.

## 혜성의 영향

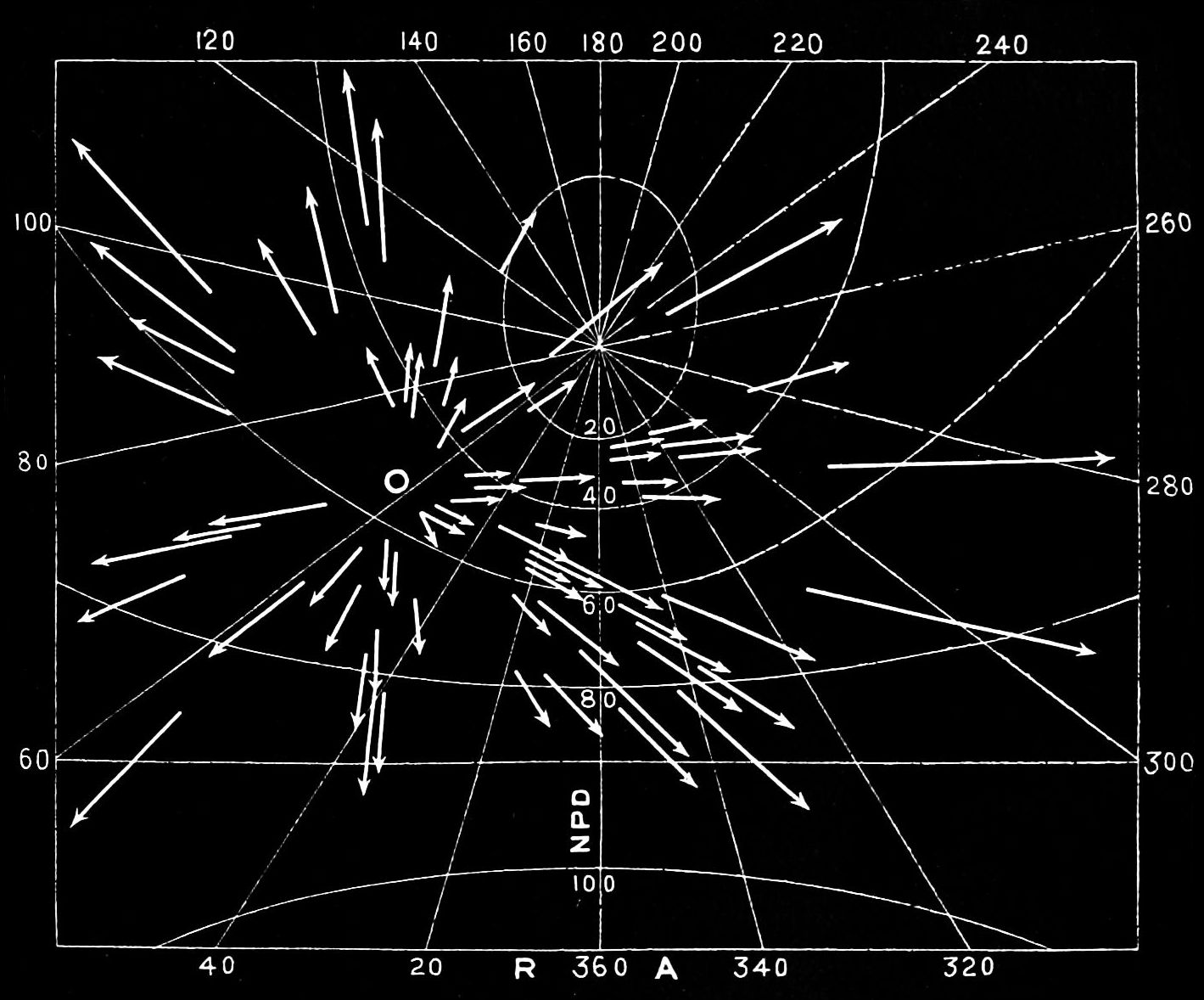
페르세우스자리 유성군을 나타낸 개략도

### 유성우
혜성이 태양에 가까워짐에 따라 방출되는 물질 중에는 태양풍의 복사압에 밀려나지 않을 정도로 큰 입자도 있는데 지구가 혜성의 궤도면에 있는 이 입자 무리와 만나면 지구에서는 유성우로서 관측된다. 입자가 좁게 밀집되어 있으면 강한 유성우가 빠르게 내리고, 넓게 퍼져 있으면 약한 유성우가 오래 내린다. 보통 혜성이 입자를 뿌린 지 오래 되었을수록 입자가 퍼지는 경향이 있다. 대표적인 유성우로는 8월 9일부터 13일에 내리는, 스위프트-터틀 혜성이 만드는 페르세우스자리 유성군과, 10월에 내리는, 핼리 혜성이 만드는 오리온자리 유성군이 있다.

### 생명
태양계 형성 초기 지구에는 소행성과 혜성 다수가 충돌했는데 과학자 다수는 당시 충돌한 혜성에서 지구에 있는 물이 유래했다고 생각하고 있으나 이에 대한 반론도 존재한다. 혜성에서 여러 고리 방향족 탄화 수소 등 여러 유기물이 발견된 후 지구로 떨어진 혜성과 운석이 생명체를 만드는 물질이나 생명체 그 자체를 지구로 가져왔을 가능성이 제기되기 시작했다. 2013년에는 혜성이 충돌하는 에너지로 인해 아미노산이 생명체를 이루는 큰 단백질 분자로 합성될 수 있다는 이론 또한 만들어졌으며, 2015년에는 추류모프-게라시멘코 혜성에서 산소 분자가 예상보다 많이 방출된다는 사실이 밝혀졌는데 이는 생명체의 지표로서 받아들일 수도 있다.
지구와 비슷한 시기에 달에도 혜성이 충돌하며 달의 물이 만들어졌을 것으로 추정하고 있으며, 텍타이트와 오스트랄라이트는 혜성과 운석이 충돌하며 생겨난 광물이다.

## 혜성 연구의 역사

### 동아시아의 혜성 연구
동아시아에서는 혜성은 달의 정기가 모여 만들어졌다고 여겼다. 천체의 출현은 길흉의 판단으로 이어졌는데, 혜성은 주로 재난의 경고로 받아들여졌다.

#### 분류
《천문류초》에 의하면 혜성(彗星)은 요성(妖星)의 대표적인 종류로 분류되었다. 하지만 대체로 요성과 혜성, 객성 등의 종류를 엄격히 구분하지는 않고 '혜성'의 명칭으로 사용하였다. 요성은 오행의 정기에 따라 다섯 가지 종류가 있다고 하였다. 천문류초에서는 혜성을 포함하여 21가지 종류의 요성을 분류하고 있으며, 혜성은 오래된 것을 제거하고 새것을 펴는 의미에서 빗자루를 가리키는 소성(掃星)의 별칭이 있었다고 기록하고 있다. '혜성'의 묘사는 다음과 같다.
| “ | 本類星 末類彗 小者數寸長 惑竟天 시작은 별과 비슷한데, 끝은 빗자루 같다. 작은 것은 손가락 몇 마디의 길이이고, 낮에 보이기도 한다. | ” |

이러한 혜성은 병란과 홍수의 징조로 여겼는데, 패성, 천봉, 천창, 천참, 치우기, 천충, 국황, 소명, 사위, 천참, 오잔, 육적, 옥한, 순시, 천봉, 촉성, 봉성, 장경, 사진성, 지유장광 등의, 서로 특성이 다르나 대체로 혜성과 유사하거나 관련이 있는 천체의 명칭이 있었다.

#### 중국의 혜성 연구
기원전 2세기경의 것으로 추측되는 마왕퇴 무덤에서 혜성의 여러 형태와 명칭을 기록한 백서(帛書)가 발굴되었다.

#### 한국의 혜성 연구
기록된 역사의 초기부터 혜성의 관측 기록이 있음을 알 수 있는데, 현존하는 최초의 기록은 《삼국사기》 〈신라본기〉 박혁거세 9년(기원전 49년) 봄 3월의 기록이다.
| “ | 有星孛于王良 패성(혜성)이 왕랑(카시오페이아 부근)에 이르렀다. | ” |

신라 진평왕 대에 혜성이 나타나자 이변이 사라질 것을 기원하며 신라의 승려인 융천사가 〈혜성가〉라는 향가를 지어 읊은 기록도 있다.
이후 《삼국사기》, 《고려사》, 《조선왕조실록》, 서운관의 각종 문서에 여러 혜성들이 관측, 기록되었다. 혜성은 그 위치와 크기, 형태, 꼬리의 길이와 방향 등이 기록되었다.
이익은 《성호사설》에서, '혜성은 물의 정기이며, 얼음과 같이 투명하여 햇빛을 받아 빗자루와 같이 보인다'고 추측하였다.

### 서양의 혜성 연구

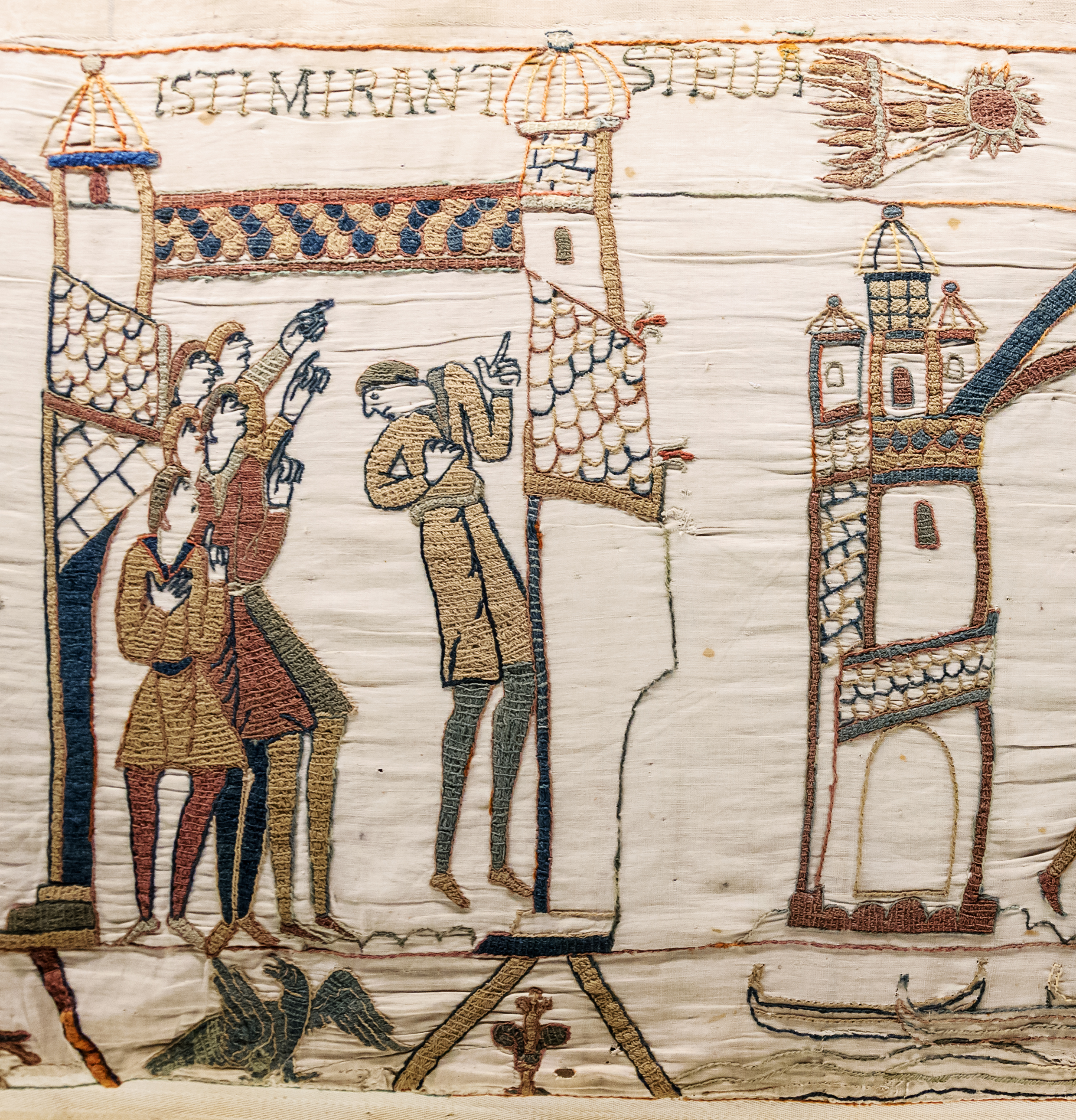
바이외 태피스트리에 기록된, 1066년 헤이스팅스 전투 전에 나타난 핼리 혜성

처음으로 혜성을 설명하는 일관된 법칙을 만들고자 한 사람은 아리스토텔레스로, 혜성이 황도 바깥에서 주로 나타나며, 며칠 사이에도 밝기가 계속 변화한다는 점을 들어, 대기 내에서 일어나는 기상 현상의 일종으로 추정했다. 아리스토텔레스의 이론은 우주는 지구와 완전히 다른 물질로 이루어져 있다는 자신의 우주관이 바탕이 되었다. 아리스토텔레스는 혜성이 아무리 높아도 달 밑에 있으며, 천상계와 분리되었다고 보았다. 이후 간혹 반론이 제기되긴 하였지만, 아리스토텔레스의 혜성 이론은 중세까지 큰 변화 없이 받아들여졌다.
기원후 1세기 루키우스 안나이우스 세네카는 혜성이 바람의 영향이 전혀 없이 일정하게 움직인다는 점에서 아리스토텔레스의 이론과 달리 혜성이 기상 현상은 아닐 것이라고 추정했으며 혜성에서 구름처럼 투명한 부분은 꼬리뿐이고, 혜성의 궤도를 황도로만 한정할 이유가 없다고 덧붙였다. 세네카는 자신이 직접 이론을 내놓지는 않았으나, 16세기 아리스토텔레스의 이론에 대한 논쟁이 이루어지는 데 기여하였다.
기원후 1세기 가이우스 플리니우스 세쿤두스는 혜성이 '사람과 비슷'하며, 혜성의 꼬리를 '긴 머리'나 '긴 수염'이라고 표현하였다. 플리니우스는 혜성이 정치적 혼란 및 죽음과 연관이 있다고 여겼다. 플리니우스는 혜성을 색과 모양에 따라 분류하였는데, 이 분류법은 이후 몇 세기 동안 계속 사용되었다.
1301년 이탈리아의 미술가 조토 디 본도네는 최초로 혜성을 해부학적 관점에서 그린 상새한 그림을 그렸으며, 조토가 그린 그림 중 베들레헴의 별의 자리에 핼리 혜성을 그린 그림보다 혜성을 정확히 그린 그림은 19세기 사진술이 발명되기까지 없었을 정도였다.
점성술에서는 15세기부터 혜성이 중요성을 갖기 시작했으며 교황 갈리스토 3세의 경고 등 혜성이 재앙의 경고라는 인식도 계속 이어졌다. 1578년 독일 루터교회의 주교 안드레아스 첼리히우스는 혜성을 "위대한 하늘의 심판자의 뜨겁고 맹렬한 분노로 인해 불붙은, 인간이 지은 죄의 두꺼운 연기"로 정의하였으나, 이듬해 안드레아스 두디트흐는 "만약 혜성이 죄 때문에 생기는 것이었으면, 하늘에서 없어지지 않을 것"이라고 반박하였다.
6세기 인도의 천문학자들은 혜성이 주기적으로 나타나는 천체라고 생각했다. 10세기의 천문학자 우프탈라는 일부 혜성의 주기와 이름을 기재했는데 주기를 어떻게 계산하였는지, 계산이 얼마나 정확한지는 알 수 없다.

### 과학적 접근

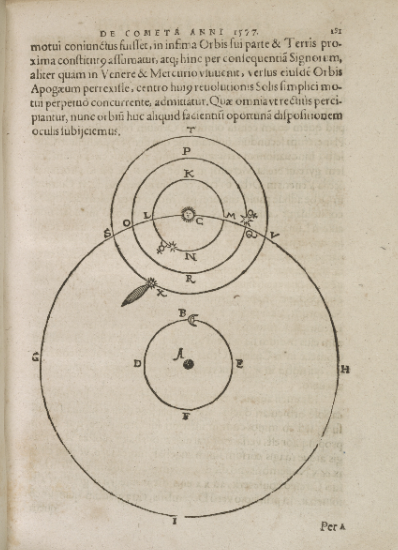
튀코 브라헤가 자신의 논문에서 1577년의 대혜성을 표시한 그림으로, 지구중심설에 기반한 태양계가 표시되어 있다.

1456년 핼리 혜성의 시차를 천문하려는 시도는 있었지만 정확한 수치를 구하지 못하였다. 레기오몬타누스는 1472년의 대혜성의 일주 시차를 계산하였지만, 이 또한 그리 정확하지 않았다.
16세기 튀코 브라헤와 미하엘 메스틀린은 1577년의 대혜성의 시차를 계산하여 혜성이 지구 대기 바깥의 천체라는 사실을 증명했다. 당시 사용한 기구의 낮은 정확도를 고려하더라도, 혜성과의 거리는 달까지의 거리보다 4배 이상이었다. 1664년 조반니 알폰소 보렐리는 자신이 관측한 혜성의 위경도 값을 근거로, 혜성의 궤도가 포물선을 그릴 가능성을 제기하였다. 갈릴레오 갈릴레이는 자신의 저서 시금사에 혜성에 대한 글을 썼는데 갈릴레이 자신이 혜성을 관측했던 경험이 별로 없었음에도 불구하고 당시 과학계에서 혜성 연구가 주목을 받고 있었기 때문에 특별한 근거 없이 튀코가 측정한 혜성의 시차가 착시 현상에 의해 잘못 측정한 값이라고 주장하는 오류를 범했다. 이후 메스틀린의 제자였던 요하네스 케플러와 야코프 베르누이도 혜성의 본질에 대해 설명하려고 시도하였다.
근세에는 의학과 관련하여 혜성의 점성술적 중요성에 대한 연구가 진행되었다. 당시 치료사들은 천문학과 의학이 서로 관련이 있는 학문이라고 생각하였으며, 점성술과 혜성에 대한 지식을 이용해 환자를 진단하고 치료하였다.
1687년 아이작 뉴턴은 자신의 저서 자연철학의 수학적 원리에서 중력의 영향으로 멱법칙에 따라 움직이는 물체의 궤적은 원뿔 곡선 중 하나의 모습을 그리며, 1680년의 혜성이 포물선 궤도로 움직인다고 하면 천구 상에서 혜성의 운동을 설명할 수 있음을 보였다. 뉴턴은 혜성이 비스듬한 궤도를 도는 단단한 물체이며, 꼬리는 중심 물체가 태양열을 받아 증기가 방출되어 생긴다고 여겼다. 뉴턴은 혜성이 보통 태양 근처에서 발견된다는 점을 근거로 태양을 돌 가능성이 높으며 혜성이 빛나는 원리는 (코마에서 나오는) 증기가 태양빛을 반사하는 것이라고 주장하였다.

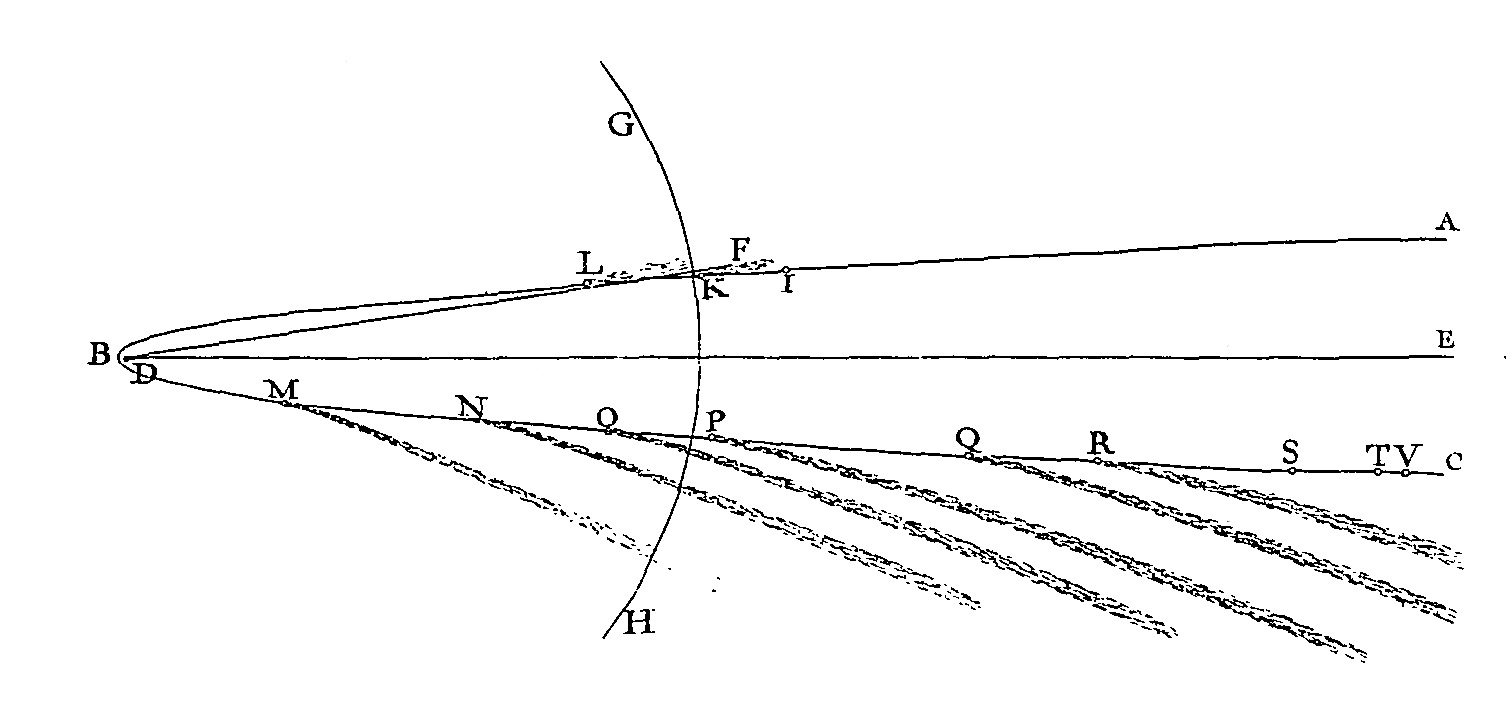
아이작 뉴턴의 자연철학의 수학적 원리에 기술된, 1680년의 혜성의 궤적을 포물선에 끼워 넣은 도표

1705년 에드먼드 핼리는 1337년부터 1698년까지 나타난 혜성 23개에 뉴턴의 계산법을 적용해 1531년, 1607년, 1682년 나타났던 혜성의 궤도 요소가 매우 비슷하며 약간의 궤도 차이가 목성 및 토성의 섭동으로 인한 것임까지 밝혀냈다. 핼리는 이 결과를 바탕으로 이 혜성이 1758년 다시 나타날 것이라고 예측하였으며 이후 알렉시 클로드 클레로, 제롬 랄랑드, 니콜-렌 르포트가 계산 정확도를 높여 1759년 혜성이 근일점에 접근하는 시점을 1달 범위 내에서 맞췄다. 이 혜성이 예측했던 시기에 다시 나타나자, 혜성의 이름을 핼리의 이름을 붙여 핼리 혜성이라고 부르기 시작했다.
18세기부터 혜성의 물리적 성질에 대한 가설이 등장하기 시작했다. 1755년 임마누엘 칸트는 혜성이 행성과 다른 '원시 물질'로 이루어져 있어 중력을 약하게 받아 경사가 큰 궤도를 돌며, 근일점 근처에서 태양열을 받아 증발한다고 추정했다. 1836년 프리드리히 베셀은 1835년 나타난 핼리 혜성에서 증기 줄기를 관찰한 후 제트의 추진력이 혜성의 궤도를 변화시키는 주요 원인이며, 이 현상을 통해 엥케 혜성의 비중력적 움직임을 설명할 수 있다고 주장했다.
19세기 파도바 천문대에 근무하던 조반니 산티니와 주세페 로렌초니는 항성 1만 개의 목록 작성을 목표로 혜성과 행성의 궤도를 계산하는 작업을 진행했으며, 이에 따라 파도바는 당시 혜성 연구의 중심지로 부상했다.
1950년 프레드 로렌스 위플은 혜성이 주로 얼음으로 구성되어 있으며 얼음에 암석과 먼지가 일부 섞인 형태라는 이론을 내놓았다. 이 이론은 "더러운 눈덩이" 이론이라는 별명을 얻었으며, 1986년 핼리 혜성의 코마를 통과했던 지오토와 베가 탐사선이 핵의 사진을 촬영하고 제트에서 분출되는 물질을 관측한 결과도 이 이론을 지지했다.
2014년 1월 22일 유럽 우주국은 허셜 우주망원경의 원적외선 관측을 통해 소행성대의 왜행성 세레스에서 수증기를 발견했다고 발표하였다. 보통 수증기를 방출하는 천체는 혜성으로 소행성은 아니라고 여겼기 때문에, 천문학계에 상당한 충격으로 다가왔으며 소행성과 혜성의 구분이 모호해지는 결과를 낳았다. 같은 해 8월 11일에 아타카마 대형 밀리미터 집합체에서는 C/2012 F6 혜성과 아이손 혜성의 코마 내 사이안화 수소, 이소사이안화 수소, 폼알데하이드, 먼지의 분포를 상세히 측정하였다.

### 우주선 탐사
- 1980년대 핼리 혜성이 근일점에 접근했을 때, 핼리 함대라고 통칭한 여러 탐사선이 핼리 혜성을 방문했다. 1986년 챌린저 우주왕복선도 핼리 혜성을 연구할 예정이었으나 발사 직후 폭발하는 사고를 겪었다.
- 딥 임팩트: 2001년 딥 스페이스 1호가 보렐리 혜성의 표면을 고화질로 촬영하였는데 예상보다 표면이 뜨겁고(26 ~ 71 °C (79 ~ 160 °F)) 건조했으며, 매우 어두웠기 때문에 얼음이 태양풍에 날아갔거나 보렐리 혜성 표면의 물질로 덮여있다는 이론이 제기되었다.[206] 2005년 7월에는 딥 임팩트 탐사선이 템펠 1 혜성에 충돌하는 방식으로 내부 구조를 연구하여, 헤성의 얼음은 표면 밑에 감추어져 있으며 이 얼음이 코마에 물을 공급한다는 사실이 밝혀졌다.[207] 이후 탐사선 본체는 EPOXI로 개명한 후 2010년 11월 4일 하틀리 2 혜성도 근접 통과하였다.
- 율리시스: 2007년 태양 탐사선인 율리시스 탐사선이 맥노트 혜성의 꼬리를 의도치 않게 통과하였다.
- 스타더스트: 스타더스트 탐사선이 빌트 2 혜성의 꼬리에서 채취한 표본은 결정 상태였는데 이는 1,000 °C (1,830 °F) 이상의 고온에서만 형성된다.[208][209] 혜성 자체는 외태양계에서 형성되기 때문에, 이는 태양계의 원시 행성계 원반 내에서 물질 순환이 일어났다는 증거이다.[210] 내태양계에서 초기에 형성된 결정이 혜성에 섞여 있다는 사실 자체는 혜성의 스펙트럼에서도 나타난다. 근래의 혜성 표본 분석 결과는 '혜성 먼지와 소행성의 물질이 비슷하다'는 결과가 나오며,[211] 이로 인해 천문학계에서 혜성과 소행성의 구분을 재검토해야 한다는 의견이 나오고 있다.[212]
- 로제타: 2014년 로제타 탐사선이 추류모프-게라시멘코 혜성의 궤도에 진입했으며, 같은 해 11월 12일에는 착륙선 필레가 인류 최초로 혜성 표면에 착륙하였다.[213]

## 명명법

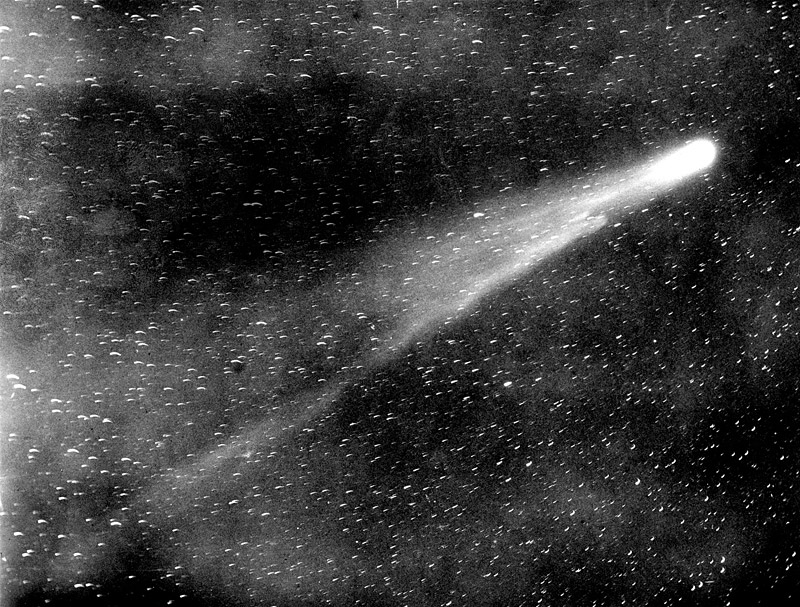
1910년 핼리 혜성의 모습

혜성에 이름을 붙이는 방법은 지난 두 세기 동안 여러 방식을 거쳐왔다. 20세기 이전에는 나타난 해의 이름을 붙였으며, 특별히 밝았던 혜성에는 대혜성이라는 이름이 붙었다. 예시로는 1680년의 대혜성, 1910년 1월의 대혜성 등이 있다.
에드먼드 핼리가 1531년, 1607년, 1682년 나타난 혜성이 모두 같은 천체이며 1759년 이 혜성이 다시 돌아올 것이라고 예측한 후 이 혜성을 핼리 혜성이라고 부르기 시작했다. 비슷한 원리로, 같은 혜성임이 밝혀진 다음 천체인 엥케 혜성과 비엘라 혜성에도 같은 원리로 발견자가 아닌 궤도를 계산한 천문학자의 이름이 붙었다. 이후에 발견된 주기 혜성은 주로 발견자의 이름을 붙였지만 한 번만 나타난 혜성에는 계속 연도를 붙여 불렀다.
20세기 초부터는 발견자의 이름을 붙이는 관행이 완전히 정착되면서 현재까지 이어지고 있다. 현재 혜성의 이름은 발견자나 발견 당시 사용한 장비의 이름을 붙이고 있다. 예를 들어, 2019년 게나디 보리소프가 발견한 태양계 바깥에서 태양계로 들어온 혜성의 이름은 발견자의 이름을 타 2I/보리소프로 부르고 있다.

## 관측
혜성은 보통 광각 망원경을 이용한 사진 촬영이나 쌍안경을 이용한 직접 관측 방식으로 발견하지만, 아마추어 천문학자가 소호 태양 관측 위성의 사진을 다운받던 중 선그레이징 혜성을 발견한 사례도 있다. 소호 위성이 발견한 2000번째 혜성은 폴란드 아마추어 천문학자 미하우 쿠시아크가 발견한 것이었으며, 헤일-밥 혜성의 발견자 둘 모두 아마추어 천문학에서 사용하는 장비만을 사용하였었다.

### 잃어버린 혜성
19세기나 20세기 초 발견한 혜성 일부는 현재 잃어버린 상태가 되어 있는데 이는 보통 혜성이 다시 나타날 시기를 정할 수 있을 만큼 충분히 관측이 이루어지지 못하였거나, 비엘라 혜성처럼 혜성 자체가 분해된 경우이다. 간혹 현재 발견한 혜성 중 궤도가 예전에 잃어버렸던 혜성의 궤도와 일치하는 경우가 있는데 예시로 1869년 처음 발견하였던 11P/템펠-스위프트-LINEAR 혜성은 1908년 목성의 섭동을 받은 후 궤도 계산이 불가능해졌으나 2001년 LINEAR에서 우연히 다시 발견하였다. 현재 잃어버린 혜성에 속하는 혜성은 18개가 있다.

## 사진

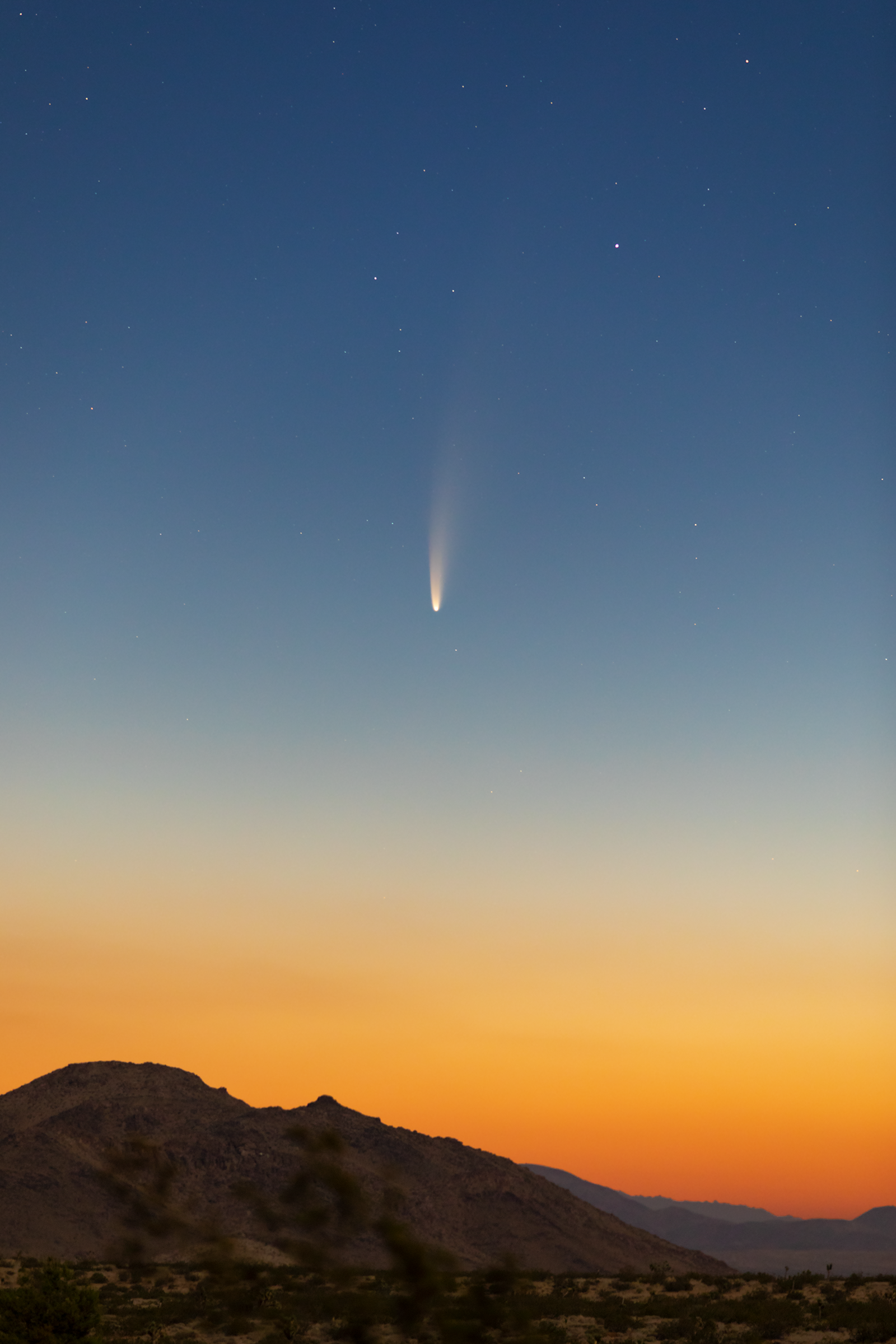
니오와이즈 혜성의 모습
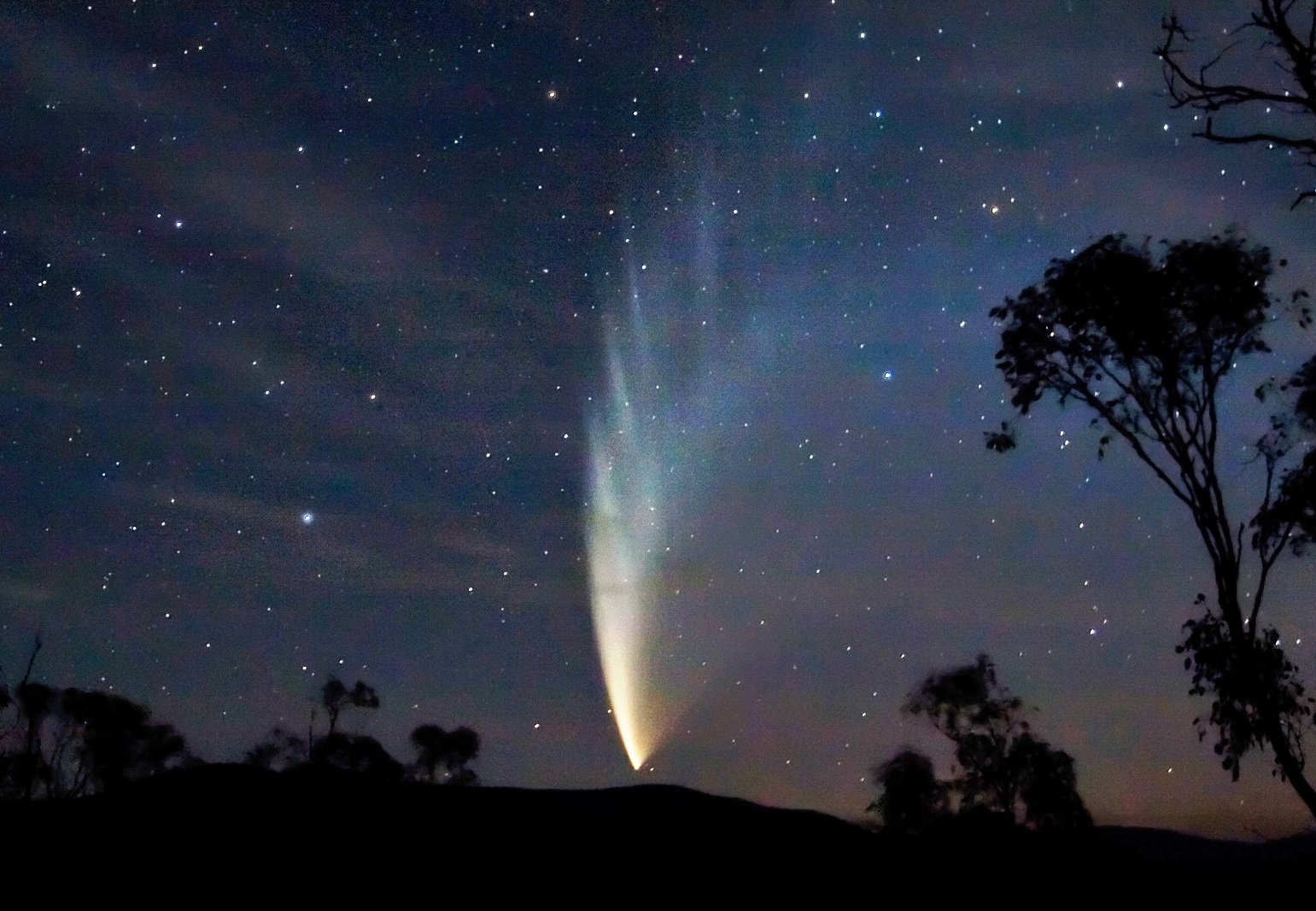
2007년 오스트레일리아 빅토리아에서 촬영한 맥노트 혜성
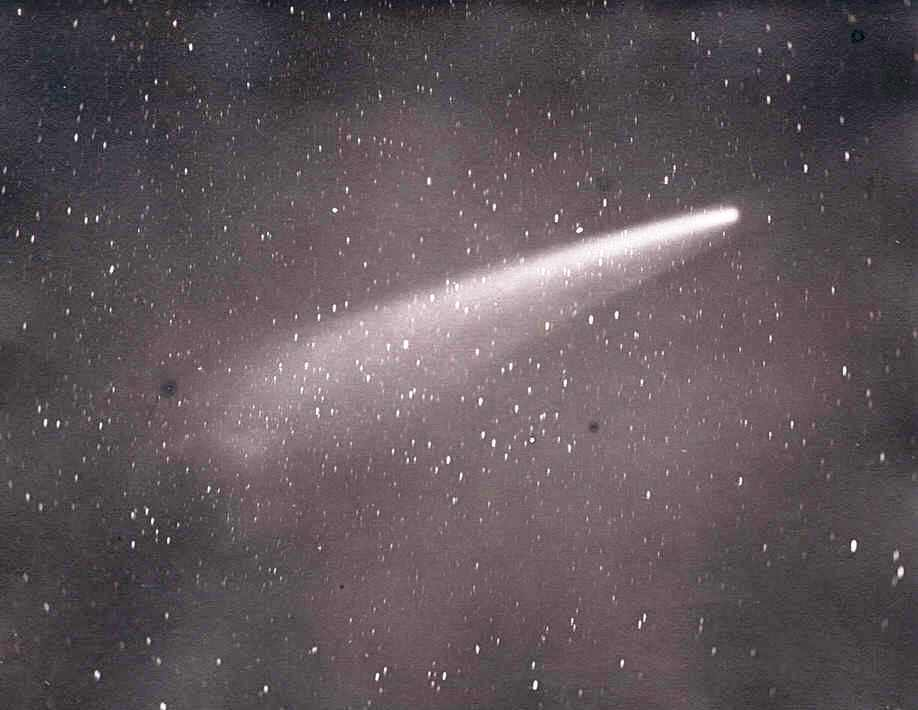
1882년의 대혜성
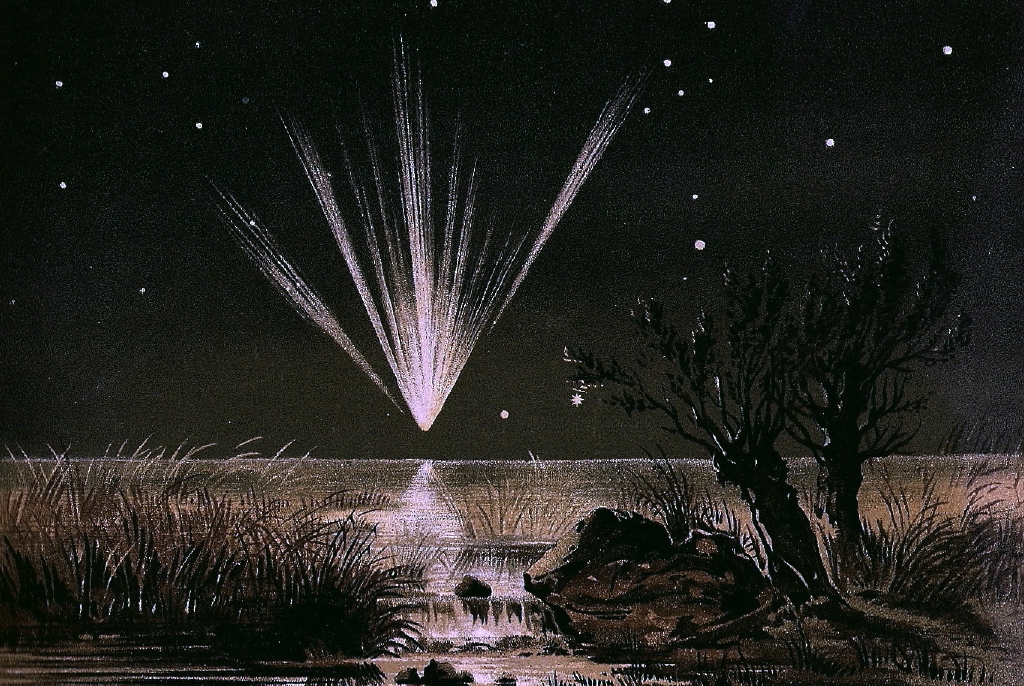
1861년의 대혜성
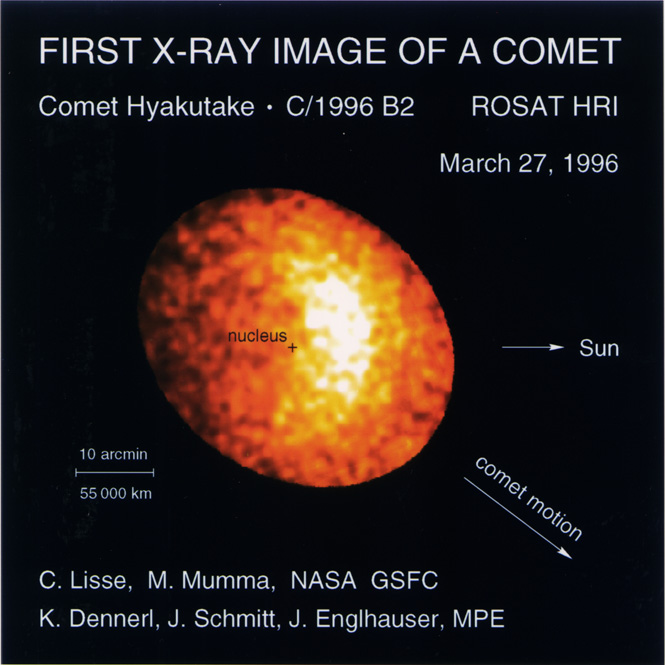
햐쿠타케 혜성의 핵을 ROSAT 인공위성이 엑스선으로 촬영한 모습
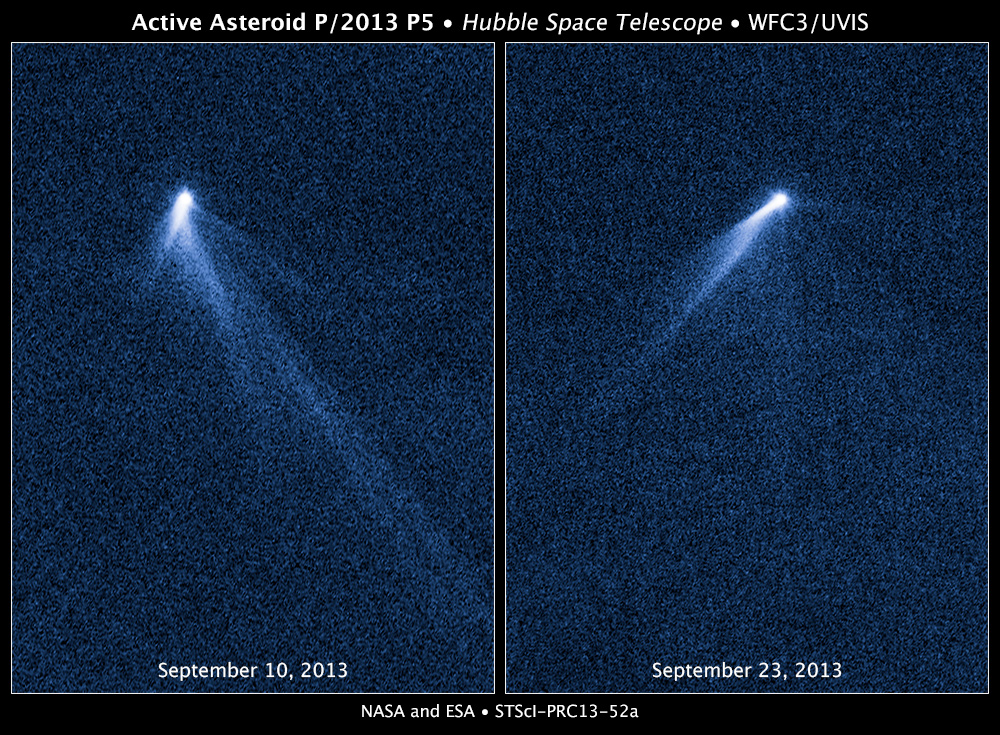
활동 소행성으로 분류되는 311P/PANSTARRS의 꼬리 여럿.
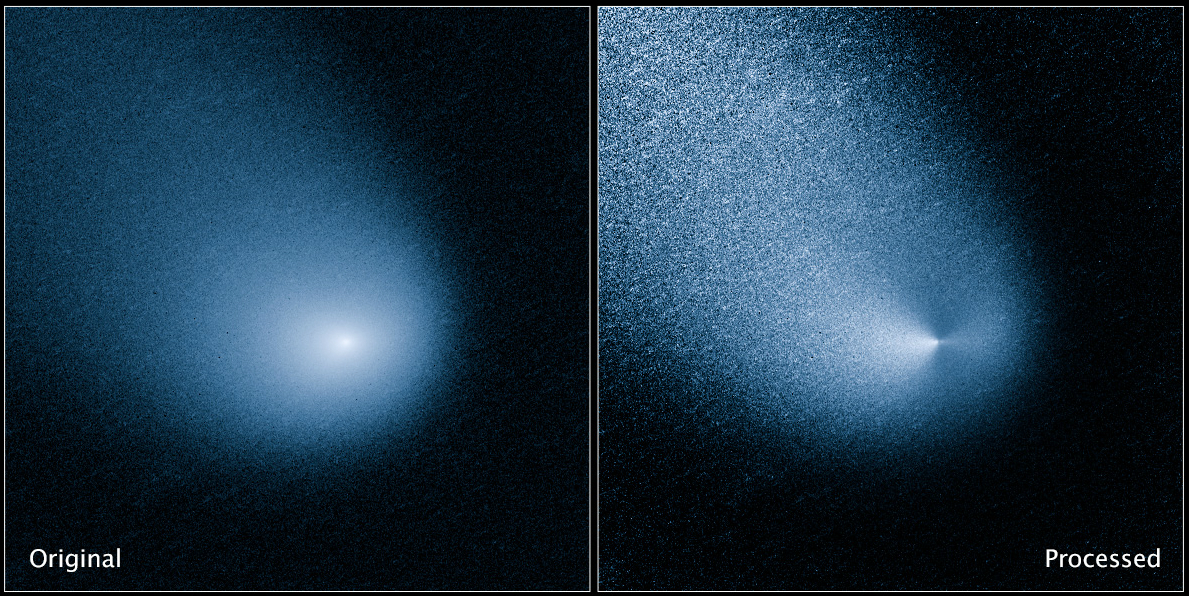
2014년 3월 11일 사이딩 스프링 혜성을 허블 우주망원경이 촬영한 모습
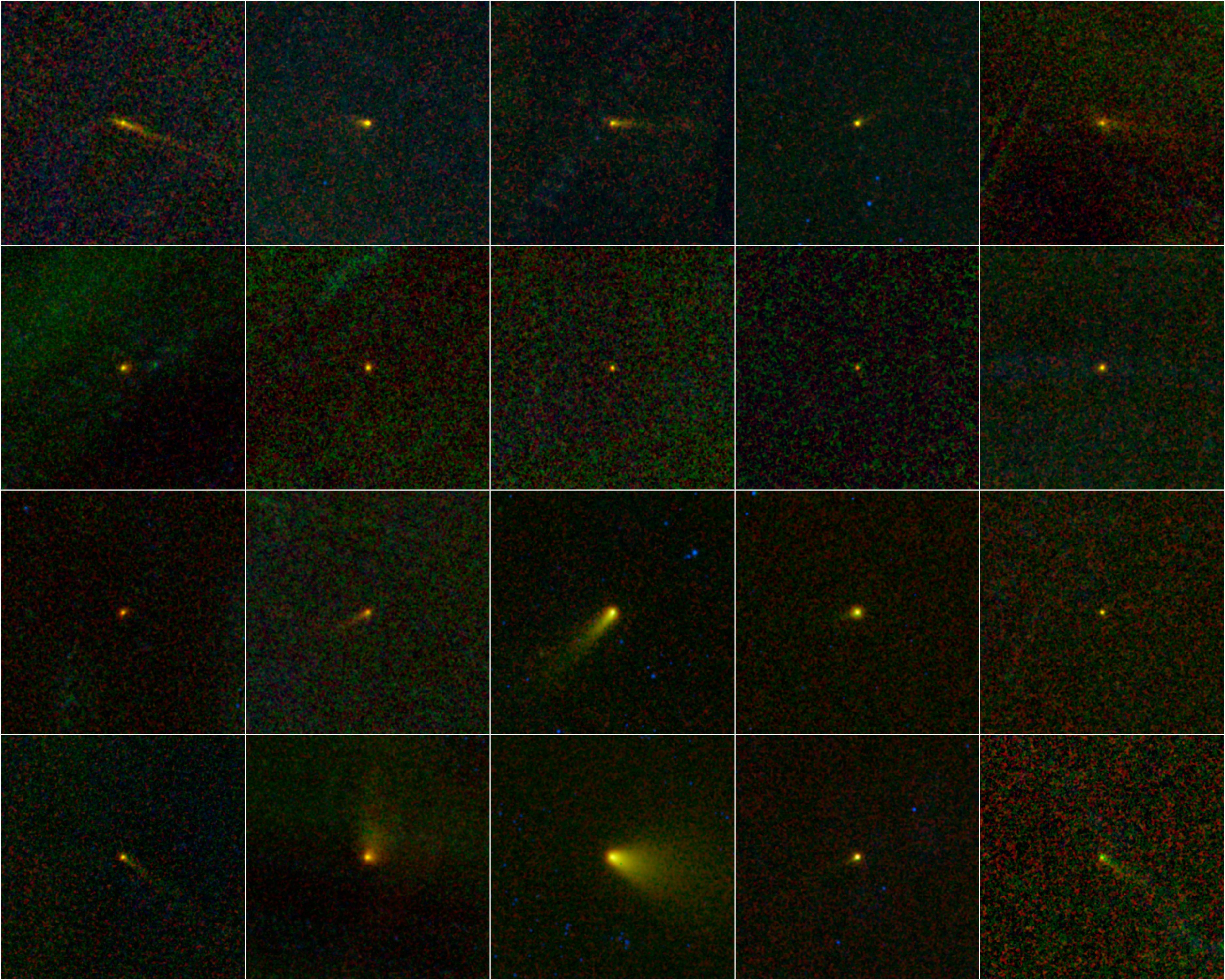
광역적외선탐사위성이 발견한 혜성 20개를 모은 사진
NEOWISE가 2013년 12월부터 4년 간 모은 자료를 모아 표시한 그림
러브조이 혜성이 태양으로 향하는 모습
딥 임팩트의 충돌기가 템펠 1 혜성에 충돌할 때 마지막으로 전송한 사진을 모은 영상

영상
- NASA의 혜성 표본 회수 계획
- 엥케 혜성의 꼬리가 끊어지는 모습

## 같이 보기
- 유성우
- 소행성대 혜성
- 크로이츠 혜성군
- 충돌사건